# Frédéric II (roi de Prusse)
Pour les articles homonymes, voir Frédéric II et Frédéric de Prusse.
Frédéric II de Prusse, dit Frédéric le Grand (en allemand : Friedrich der Große), né le 24 janvier 1712 à Berlin et mort le 17 août 1786 à Potsdam, de la maison de Hohenzollern, est roi de Prusse de 1740 à 1786, le premier à porter officiellement ce titre. Il est simultanément le 14e prince-électeur de Brandebourg.
Régnant plus de 46 ans, il fut sur le tard surnommé affectueusement der alte Fritz (« le vieux Fritz »).
Agrandissant notablement le territoire de ses États aux dépens de l'Autriche (Silésie, 1742) et de la Pologne (Prusse-Occidentale, 1772), il fait entrer son pays dans le cercle des grandes puissances européennes.
Ami de Voltaire, il est l'un des principaux représentants du courant du « despotisme éclairé ».

## Biographie

### Formation

#### Enfance

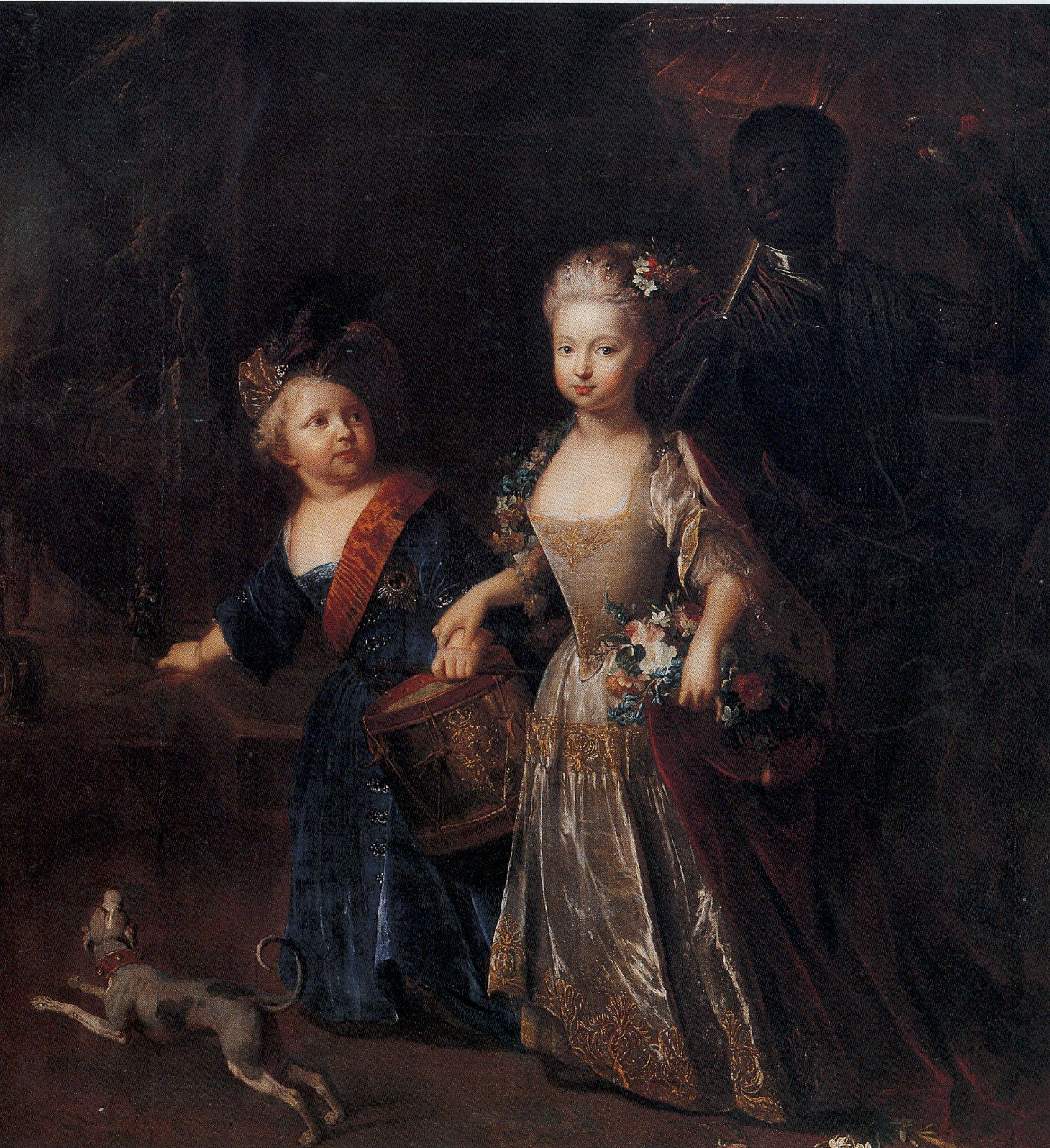
Frédéric et sa sœur Wilhelmine.

Fils de Frédéric-Guillaume Ier de Prusse — dit le « Roi-Sergent » — et de Sophie-Dorothée de Hanovre, il naît le 24 janvier 1712, sous le règne de Frédéric Ier, dont il est le petit-fils.

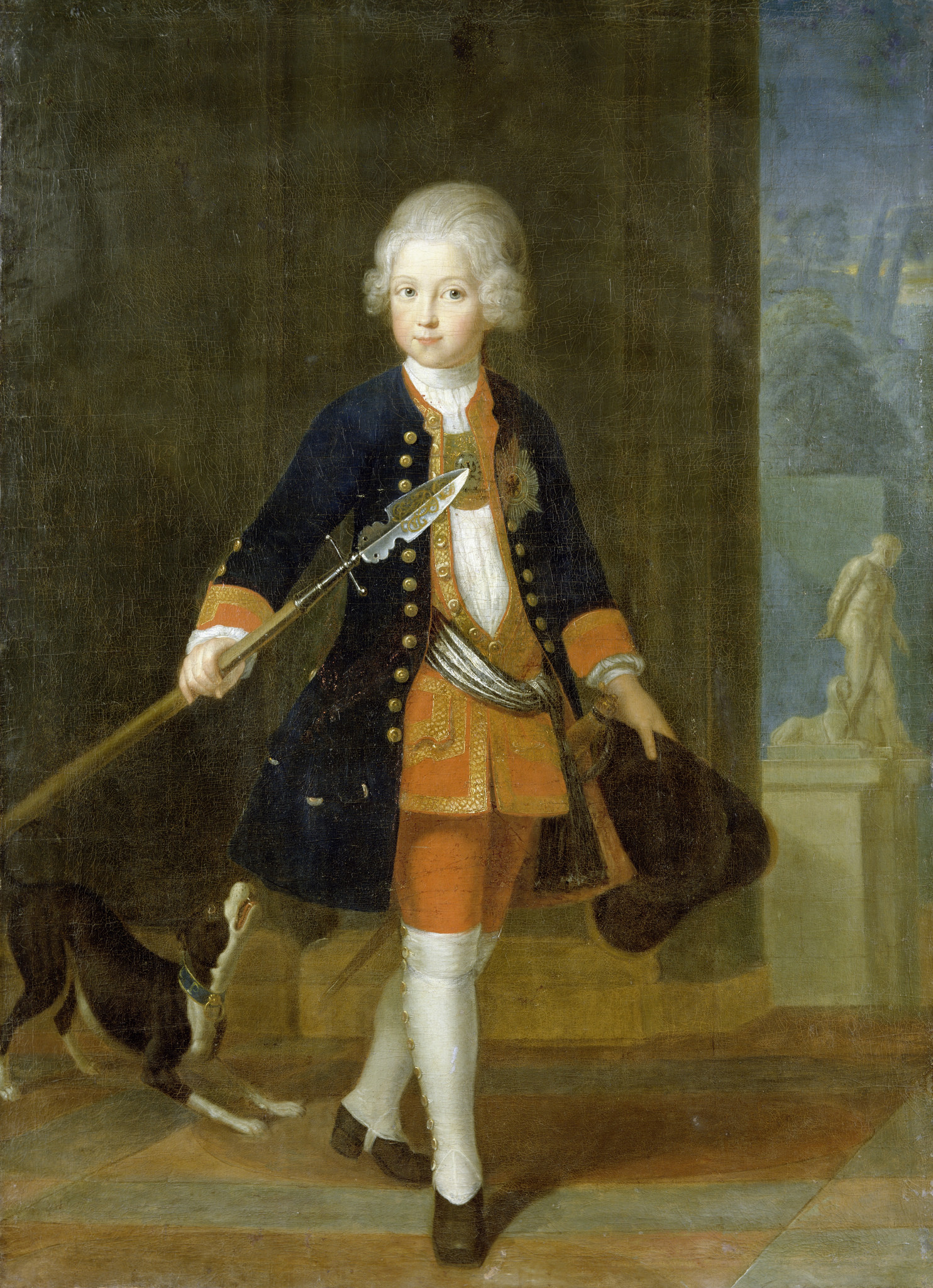
Frédéric enfant.

Frédéric-Guillaume et Sophie-Dorothée ont déjà perdu deux fils en bas âge avant Frédéric. Dans un souci de continuité dynastique, on lui donne le même prénom que son grand-père. Outre ces deux frères morts, Frédéric a une sœur aînée, Wilhelmine, la « margravine de Bayreuth », née en 1709, qui est sa confidente et avec qui il entretient une relation privilégiée, au moins jusqu'à sa tentative de fuite à 18 ans. Huit frères et sœurs suivent sa naissance. Son frère Henri, plus jeune de quatorze ans, devient général et combat dans les guerres menées par Frédéric.
Son grand-père meurt en février 1713 et son père monte sur le trône. Surnommé le « Roi-Sergent », c'est un personnage austère, colérique, connu pour frapper des hommes au visage avec sa canne ou battre des femmes dans la rue, en justifiant ces explosions de violence par une prétendue indignation religieuse. Frédéric-Guillaume met un point d'honneur à ce que l'éducation de son fils corresponde à ses vues strictes et rigides. Aussi interdit-il l'apprentissage du latin ou de l'histoire au-delà de la Renaissance, n'en voyant pas l'utilité. La littérature, la musique ou la danse ne trouvent pas davantage grâce à ses yeux.
En revanche, la reine est d'un caractère affable et d'une éducation raffinée. Elle est la fille de l'électeur de Hanovre Georges de Brunswick-Lüneburg, devenu en 1714 George Ier, roi de Grande-Bretagne.
Hostile à la France, Frédéric-Guillaume confie pourtant l'éducation de son fils à deux Français, émigrés huguenots, une gouvernante, Marthe de Montbail, en 1714, et un précepteur, Jacques Égide du Han, qu'il choisit pour son savoir-faire militaire durant le siège de Stralsund en 1715. À son insu, Frédéric-Guillaume favorise ainsi les premiers contacts de son fils avec la langue et la littérature françaises.
C'est en cachette, avec la complicité de ses précepteurs, que Frédéric découvre la poésie et la philosophie. Son gouverneur est le maréchal Finck von Finckenstein.

#### Adolescence

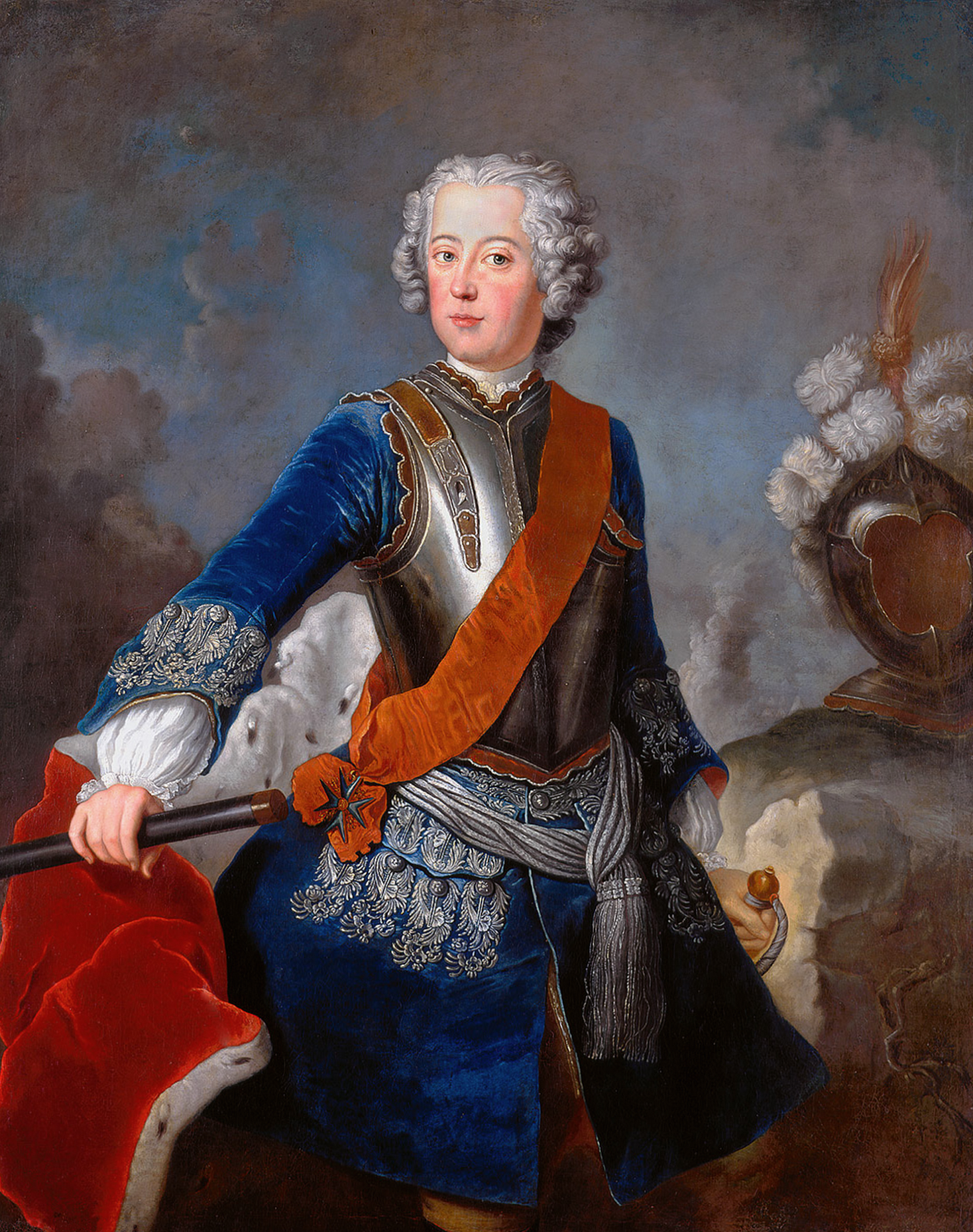
Le jeune Frédéric de Prusse.

Les goûts de Frédéric pour la philosophie, les langues (il apprend le latin en cachette), surtout le français — qui plus tard devient la langue de la Cour —, et bien sûr la littérature française ainsi que pour la musique (il joue bien de la flûte traversière et il devient un compositeur de grand talent) ne peuvent que déplaire à son père. L'affrontement est inévitable. Le roi traite son fils d'efféminé et le réprimande de plus en plus violemment. Il le frappe ou exerce toutes sortes d'humiliations, le contraignant, par exemple, à baiser ses bottes devant ses officiers ou encore se jette sur lui lors de repas en famille.
À l'âge de seize ans, Frédéric se prend d'amitié pour Peter Karl Christoph von Keith (de) d'un an son aîné. Wilhelmine écrit, dans ses mémoires que les deux « deviennent rapidement inséparables. Keith est intelligent mais sans éducation. Il sert mon frère avec une dévotion réelle et l'informe de tous les faits et gestes du roi. Bien que je remarque qu'avec ce page, il soit en des termes plus familiers que sa position l'exige, j'ignore jusqu'où allait leur amitié ».
Toujours est-il que le roi exile Keith et assigne auprès du jeune prince un jeune soldat, le lieutenant Borcke. Si le jeune Frédéric lui « ouvre son cœur » dans une lettre qui s'est conservée, on ignore si le contraire est vrai. En revanche, peu après, il rencontre Hans Hermann von Katte, le fils d'un général, alors âgé de 26 ans avec lequel, à peine âgé de 18 ans, Frédéric prévoit de s'enfuir en Angleterre (rappelons que les Hanovre, sa famille maternelle, sont montés sur le trône d'Angleterre).
C'est un crime de haute trahison de la part de Frédéric et de Katte qui sont accusés de vouloir s'allier à l'Angleterre pour renverser Frédéric-Guillaume. La peine de mort les menace tous deux qui sont soumis à la question dans la forteresse de Custrin.
Le tribunal militaire condamne Katte à la prison à perpétuité mais se déclare incompétent pour juger le prince. Pour punir son fils, le roi fait casser le jugement du tribunal, ordonne l'exécution de Katte et condamne le jeune prince à la prison. Le jeune officier meurt dignement, le 6 novembre 1730, devant la forteresse où il est décapité sous les yeux horrifiés de Frédéric qui s'effondre avant que tombe l'épée.
Le pardon de son père est long à venir. Après un temps de prison, Frédéric est chargé, sous surveillance, d'aider à l'administration de la ville de Küstrin. Il ne reçoit le pardon royal qu'en août 1731 en assurant à son père qu'il a retenu la leçon en se montrant désormais insensible. Il est cependant probable que Frédéric ait essentiellement appris l'art de la dissimulation. D'août 1731 à février 1732, il rend presque quotidiennement visite à la châtelaine du château de Tamsel, Louise-Éléonore de Wreech, à quelques kilomètres.

#### Jeunesse

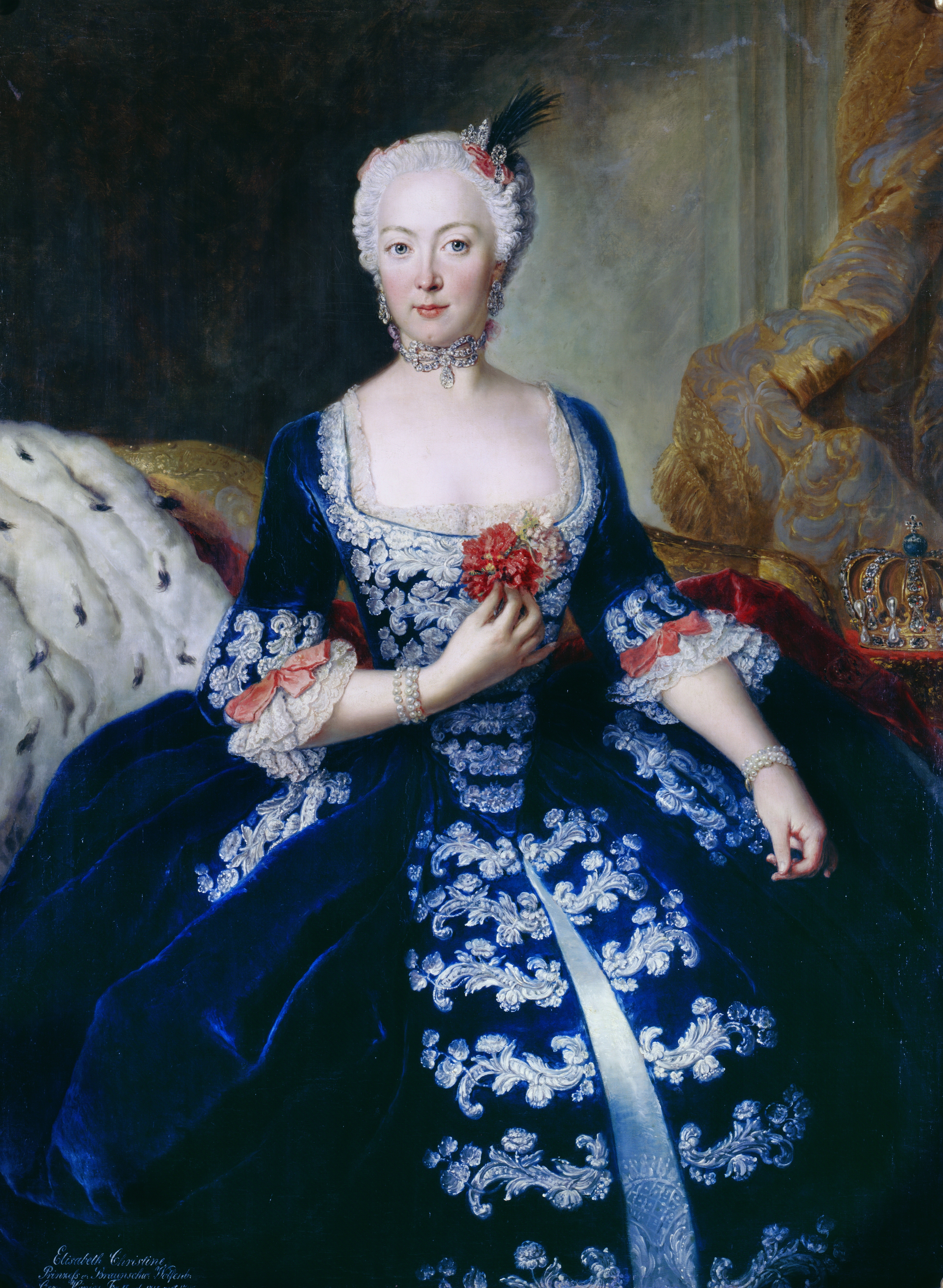
Élisabeth-Christine de Brunswick-Wolfenbüttel-Bevern par Antoine Pesne.

En février 1732, Frédéric est enfin autorisé à quitter sa résidence surveillée de Küstrin. Cette bonne nouvelle pour lui s’accompagne de la décision de le marier à une princesse allemande, Élisabeth-Christine de Brunswick-Wolfenbüttel-Bevern, fille du duc Ferdinand-Albert II de Brunswick-Wolfenbüttel, mais surtout nièce de l'empereur Charles VI et dont le frère, Antoine-Ulrich de Brünswick-Wolfenbüttel, est généralissime des armées impériales russes, mari de la future régente Anna Léopoldovna et père de l'éphémère tsar Ivan VI. Frédéric n'a pas d'autre choix que de s’incliner devant la décision de son père et les noces ont lieu en juin 1733. Le prince écrit à sa sœur et confidente, à propos de cette épouse imposée : « Il ne peut y avoir ni amour ni amitié entre nous ».
En août 1736, il part s'installer à Rheinsberg. Là commence pour lui ce qui fut peut-être la période la plus heureuse de sa vie. Il s'entoure d'une cour qu'il choisit parmi des philosophes et des gens de lettres, il comble les lacunes laissées par l'éducation imposée par son père, rédige de la poésie en français. Il entame une longue correspondance avec Voltaire (près de 800 lettres) qui supervise et fait publier en 1740 l'Anti-Machiavel où le prince expose (anonymement) ses idées sur une monarchie contractuelle, soucieuse du bien des citoyens. Il gagne ainsi, l'année même où il succède à son père, le titre de roi-philosophe.
Les relations entre le père et le fils se sont progressivement améliorées. L'intérêt non feint que Frédéric porte à la chose militaire n’y est pas étranger. Appelé au chevet de son père mourant, l'émotion semble sincère. Avant de décéder, Frédéric-Guillaume proclame qu'il voit en Frédéric son digne successeur. Frédéric quant à lui est impressionné par le stoïcisme et le courage de son père face à la mort.

### Le roi conquérant

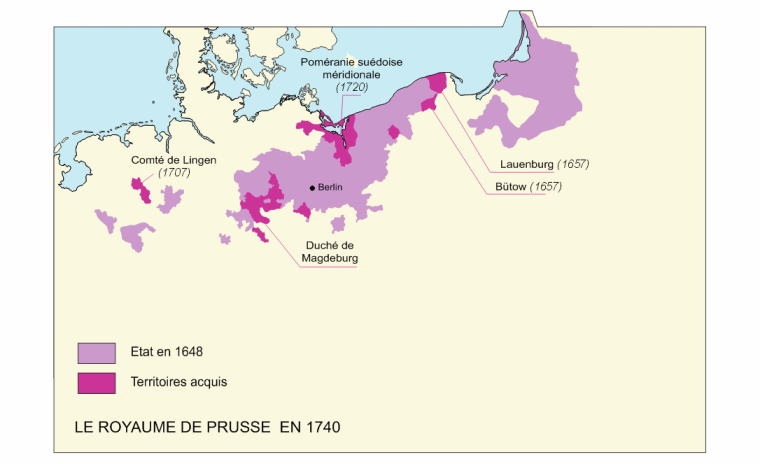
Carte du royaume en Prusse en 1740.

En juin 1740, Frédéric a vingt-huit ans quand il monte sur le trône d'un royaume morcelé avec à l'est la Prusse-Orientale avec Königsberg pour capitale, au centre le Brandebourg, le duché de Magdebourg et la Poméranie avec Berlin pour capitale et à l'ouest le duché de Clèves, la principauté de Minden, les comtés de Lingen, de la Marck et de Ravensberg.
La Prusse n'est alors somme toute qu'un petit royaume morcelé. Elle possède toutefois la troisième armée européenne. En raison de son système de conscription, le rapport forces armées / population totale est en Prusse trente fois plus élevé que dans la Pologne-Lituanie voisine. Dans la lignée de son père, Frédéric II ne baissa pas l'effectif de l'armée (à l'époque de son père Frédéric-Guillaume Ier, 85 % des revenus de l'État allaient à l'entretien de l'armée)[réf. nécessaire] et l'utilisa beaucoup durant son règne, alors que son père ne l'avait engagée qu'une seule fois dans une bataille, lors du deuxième siège de Stralsund (1715) pendant la grande guerre du Nord (1700-1721).

#### L'annexion de la Silésie
Contrairement aux idées énoncées dans l'Anti-Machiavel, la première entreprise de Frédéric II est la conquête de la Silésie qui débute en décembre 1740. On peut, en outre, douter que la décision de s'en emparer ait été réfléchie depuis longtemps, vu sa rapidité d'exécution (Frédéric est devenu roi en juin de la même année).

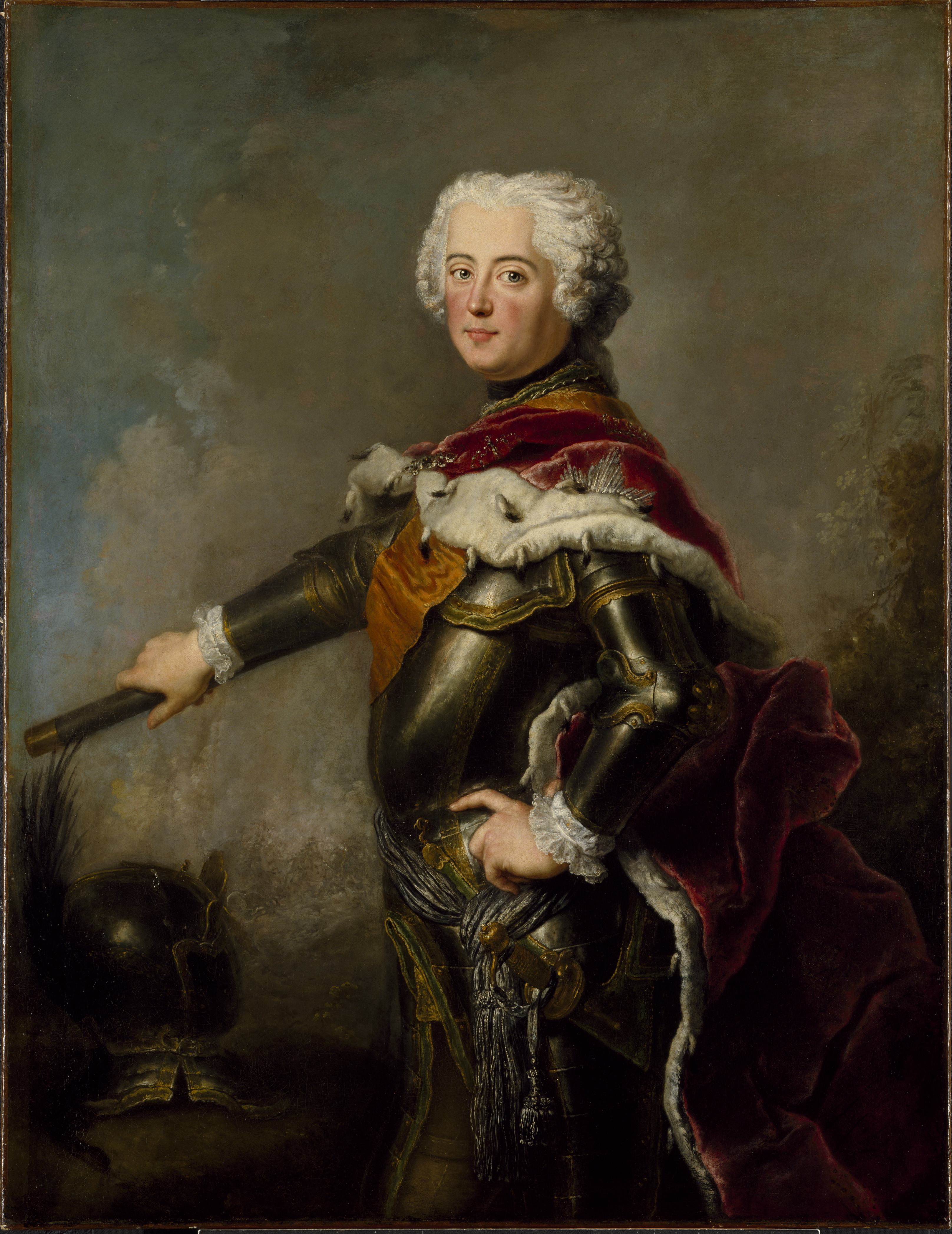
Portrait de Frédéric au début de son règne. Par Antoine Pesne, 1740. Château de Gripsholm.

L'empereur Charles VI du Saint-Empire avait, par la Pragmatique Sanction, créé une règle de dévolution qui désignait sa fille aînée Marie-Thérèse pour héritière (Charles VI n'avait pas d'héritier mâle). Toutes les cours d'Europe (y compris celle de Prusse) ont accepté la Pragmatique Sanction, sauf celles de Saxe et de Bavière. Déterrant de vieilles revendications mal fondées des Hohenzollern sur la Silésie et surtout désireux de profiter de l'apparente faiblesse autrichienne, Frédéric décide de s'en emparer. C'est le début de la guerre de Succession d'Autriche.
La Silésie est intéressante pour la Prusse. Peuplée d'Allemands mal convertis au catholicisme par la Contre-Réforme, elle présente l'intérêt de la continuité géographique, contrairement aux duchés de Juliers et de de Berg que revendique traditionnellement la Prusse. En outre, elle est riche, industrieuse et peuplée (elle fournit 20 % des recettes fiscales de la monarchie autrichienne).
Frédéric compte s'en emparer avant le printemps, début traditionnel des campagnes militaires à cette époque. Les guerres de Silésie sont cependant plus longues et plus difficiles que prévu. La première campagne est relativement bénéfique pour Frédéric et voit l'annexion de la Silésie dans sa quasi-totalité au royaume de Prusse, mais l'Autriche n'a de cesse de récupérer ce territoire et deux autres guerres s'ensuivent qui marquent le règne du monarque prussien.

#### La guerre de Sept Ans
L'attitude cavalière de Frédéric avec ses alliés pendant et après la guerre de Succession d'Autriche lui fait perdre l'alliance de la France (qu'il était de toute façon en train de remplacer par l'alliance britannique). Marie-Thérèse, ne rêvant que de reprendre la Silésie, conclut avec la France une alliance défensive. La Russie, de son côté, lorgnant sur la Prusse-Orientale, se range à leurs côtés. En août 1756, Frédéric déclenche une guerre préventive contre l'Autriche, entraînant l'intervention de la France, de la Russie, puis de la Suède. Passant de nombreuses fois à deux doigts du désastre – les armées russes sont aux portes de Berlin après la cuisante défaite de la bataille de Kunersdorf où il manque de peu d'être fait prisonnier – Frédéric pense un temps au suicide, mais il est sauvé par la mort de l'impératrice Élisabeth et le retournement de son successeur, Pierre III, en sa faveur.

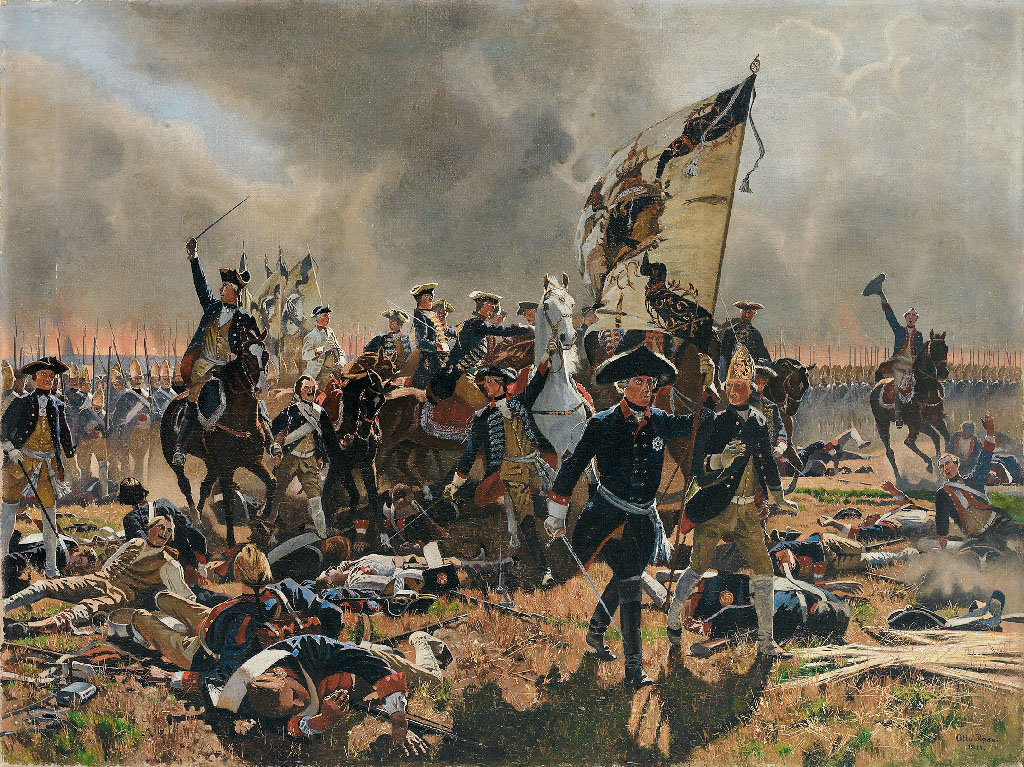
Frédéric le Grand à la bataille de Zorndorf, peinture de Carl Röchling, 1904.

Ce retournement imprévu devait rester ancré dans la mémoire des Allemands et leur faire croire qu’au dernier moment un miracle viendrait obligatoirement sauver l’Allemagne. En août 1918, un major déclare à Spindler : « Je compare cette guerre à la guerre de Sept Ans. Cette fois-là aussi, quand le vieux Fritz était acculé, les bataillons supérieurs vinrent à la rescousse : je veux parler du bon Dieu ! » Et Spindler commente ainsi : « Dans la bouche d'un homme qui, il y a huit jours, se vantait de ne pas reconnaître d'autre dieu que Hindenburg cette phrase est significative ».
Édouard Husson écrit de son côté : « Le miracle que Hitler attendait aurait été la répétition du retournement de situation qui avait sauvé Frédéric II pendant la guerre de Sept Ans, alors qu'il était quasiment écrasé par une coalition de toute l'Europe - et envisageait le suicide : la mort de la tsarine Élisabeth et l'avènement de Pierre III sur le trône de Russie avaient conduit à la dislocation de l'alliance antiprussienne. À l'annonce de la mort de Roosevelt, le 12 avril 1945, Hitler crut encore qu'un tel bouleversement était arrivé ».
La Prusse sort épuisée du conflit. Elle a perdu jusqu'à 10 % de sa population. Au terme de ces guerres de Silésie, aux traités de Breslau (1742), de Dresde (1745) et de Hubertusburg (1763), la possession de la Silésie est reconnue à la Prusse. Frédéric ayant cependant par trois fois conclu des paix séparées, et violé de nombreux accords, voit sa réputation ruinée. Il est, aux yeux des cours d'Europe, un souverain en qui on ne peut avoir confiance.

#### Le premier partage de la Pologne
Profitant de la faiblesse du royaume électif de Pologne en proie à une guerre civile depuis 1768, les ennemis d'hier s'allient, en 1772. La Russie, l'Autriche et la Prusse dépècent le pays. Cet acquis donne à la Prusse toute la partie nord du pays autour de Dantzig et Thorn et, surtout, une continuité territoriale entre le Brandebourg et la Prusse-Orientale.

#### La guerre de succession de Bavière
Tout au long de son règne, Frédéric s'attache à constituer l'unité territoriale et la puissance de la Prusse. Aussi, c’est avec inquiétude qu’il entend parler des projets de Joseph II d’échanger les Pays-Bas autrichiens (actuelle Belgique) contre la Bavière, ce qui ne peut que renforcer la puissance de son impérial voisin catholique.
Frédéric fait alors alliance avec la Saxe contre l’Autriche, envahit le royaume de Bohême en une guerre au demeurant peu sanglante surnommée la « guerre des pommes de terre » (Kartoffelkrieg) en raison du rançonnage des populations civiles par les deux armées en conflit. Elle se conclut en 1778, sous médiation française et russe, par le traité de Teschen.

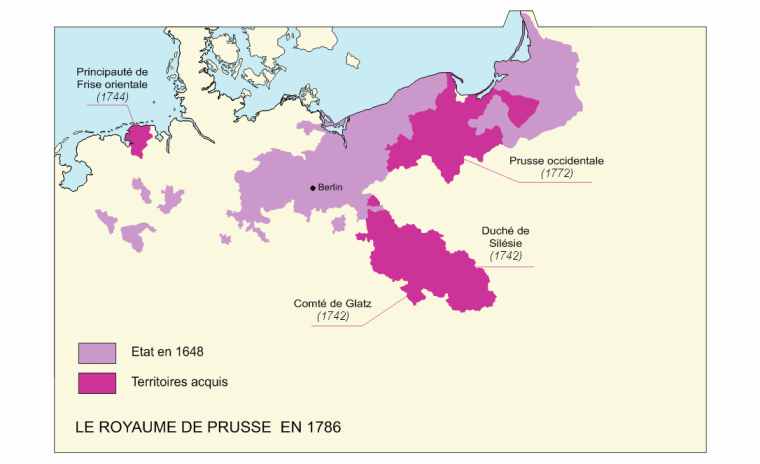
Carte du royaume de Prusse en 1786.

Les guerres de Frédéric II sont des classiques de l’art militaire. En la matière, Frédéric est le digne héritier de l’esprit prussien de ses ancêtres. Il est roublard, audacieux, ambitieux, téméraire, voire tête brûlée. Il aurait ainsi déclaré à ses soldats épuisés et peu convaincus de l’opportunité d'un assaut : « Hunde, wollt ihr ewig leben? » (« Chiens, voulez-vous vivre éternellement ? »). Mais en termes de courage et de bravoure, il peut se montrer donneur de leçons : six chevaux seraient morts sous sa selle lors de ses différentes campagnes.
Sa place dans l'histoire militaire ne peut pas être mieux défendue que par Napoléon qui, en 1807, visite la tombe du roi à Potsdam et dit à ses officiers présents : « Messieurs, nous ne serions pas là s’il était ici ».

### L'homme d’État

#### La diplomatie de Frédéric II
La politique de Frédéric II doit néanmoins être amendée par de sérieuses réserves, notamment dans le déclenchement de la guerre de Sept Ans. D'abord vis-à-vis de la France : jusqu'en 1750 elle est une alliée traditionnelle contre l'Autriche, mais les relations entre les deux cours prennent un aspect plus distant dès le moment où Louis XV apprend que le roi de Prusse traite discrètement une alliance politique avec sa grande ennemie : la Grande-Bretagne. La politique frédéricienne « des deux fers au feu » s'est révélée funeste puisqu'elle lui aliène la France au moment même où les hostilités entre Berlin et Vienne se profilaient. À cette erreur diplomatique se surajoutent les rapports personnels exécrables entre le roi de Prusse et le roi de France, et le mépris personnel que Frédéric II affiche vis-à-vis de Louis XV, qu'il oppose souvent, par dérision, à la grandeur de Louis XIV : cela ne fut pas étranger à la rupture entre les deux nations. Frédéric II n'avait que peu d'estime pour la diplomatie de cour. Contrairement à l'Autriche, il ne fit que peu d'efforts pour maintenir un parti prussien (symbolisé par René-Louis de Voyer de Paulmy, marquis d'Argenson) à la cour à Versailles afin d'influencer la politique française.
Le déclin et la marginalisation définitive de parti soutenant la politique prussienne sont la conséquence d'une sous-estimation de la part de Frédéric II de la diplomatie d'influence. On note chez Frédéric II la même attitude négative vis-à-vis de la Russie, en opposition par exemple à un Choiseul qui, dès la signature du traité de Paris, avait constaté que le véritable vainqueur du conflit était la Russie (d'où sa politique méditerranéenne) : a contrario le roi de Prusse ne sut ou put véritablement définir de politique durable à l'égard de cette puissance géopolitique, naviguant entre acrimonie et fascination.

#### L'homme de gouvernement

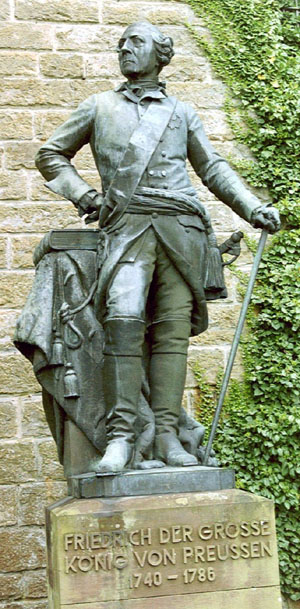
Statue du roi au château de Hohenzollern.

Dès le début de son règne, Frédéric prend une série de décisions montrant à la fois qu'il désire régner seul et qu'il entend se placer sous le signe de la raison et des arts. Frédéric se voit comme le premier serviteur de l'État et se comporte comme tel.
Tout d'abord, il ne nomme aucun des membres de sa Cour de Rheinsberg à un poste important, à leur grande déception. Il les apprécie pour leur esprit et leur conversation, pas pour leurs conseils politiques. Frédéric n'est pas homme à se laisser influencer.

##### À l'égard des religions
La tolérance à l'égard des minorités religieuses (principalement catholique) et l'ouverture aux immigrants (tels les huguenots) marquent le règne de Frédéric II mais ne sont pas dénuées d'arrière-pensées économiques de la part du roi de Prusse, agnostique :

« Toutes les religions se valent du moment que ceux qui les professent sont d’honnêtes gens, et si des Turcs et des païens venaient repeupler le pays nous construirions pour eux des mosquées et des temples. »

Il fait une nette distinction entre ses convictions personnelles et le bien de l'État.

« Chacun doit pouvoir trouver le salut comme il le désire » (Jeder soll nach seiner Façon selig werden) »

 affirme le roi dans son allemand teinté de français.
Aussi, si dans sa vie privée il est sans pitié pour l'Église catholique, dans son métier de roi, il se doit d'obtenir l'attachement des catholiques : reconnaissant la valeur des membres de l'ordre de saint Ignace, il ne supprime pas les collèges jésuites de Silésie, bien qu'il y ait été violé enfant, comme il l'indique dans son poème Le Palladion, quand bien même (ou parce que ?) le pape Clément XIV a aboli leur ordre ; au contraire, il les accueille sur ses terres. Les catholiques de Berlin lui sont également redevables de l'érection de la cathédrale Sainte-Edwige.
Il ne porte pas les Juifs dans son cœur et poursuit la politique discriminatoire de ses prédécesseurs, écrivant, dans son Testament politique :

« Les Juifs sont de toutes ces sectes la plus dangereuse, [parce] qu'ils font tort au négoce des Chrétiens, et qu'ils sont inutiles à l'État. Nous avons besoin de cette nation pour faire un certain commerce en Pologne, mais il faut empêcher que leur nombre n'augmente, et les mettre, non pas à un certain nombre de familles, mais à un nombre de têtes, et resserrer leur commerce, les empêcher de faire des entreprises en gros, pour qu'ils restent commerçants de détail. »

et plus loin :

« Nous avons trop de Juifs dans les villes. Il en faut sur les frontières de la Pologne, [parce] qu'il n'y a dans ce pays que des Hébreux qui fassent le négoce. Dès qu'une ville est éloignée de la Pologne, les Juifs y deviennent préjudiciables par l'usure qu'ils pratiquent, par la contrebande qui passe par eux, et par mille friponneries qui tournent au détriment des bourgeois et des marchands chrétiens. Je n'ai jamais persécuté les gens de cette secte ni personne ; je crois cependant qu'il est prudent de rester vigilant, pour que leur nombre n'augmente pas trop. »

La plupart des lois anti-juives introduites à l'époque de Frédéric II ne seront abrogées qu'après la conquête de la Prusse par Napoléon en 1806.
Dans la question du partage de la Pologne il fait éclater son cynisme, écrivant à son frère, le prince Henri : « Cela, mon cher frère, réunira les trois religions grecque, catholique et calviniste ; car nous communierons du même corps eucharistique, qui est la Pologne, et si ce n'est pas pour le bien de nos âmes, cela sera sûrement un grand objet pour le bien de nos États ».
Au dire d'Amélie Suard, il aurait dit à d'Alembert qui lui reprochait cette violation du droit des gens et des souverains : « L'impératrice Catherine et moi sommes deux brigands ; mais cette dévote d'impératrice-reine, comment a-t-elle arrangé cela avec son confesseur ? ».

##### Le roi économiste
En bon économiste, il se montre mercantiliste dans la lignée du matérialisme propre aux Lumières. En abolissant les octrois à l'intérieur du territoire, il développe le commerce et l'industrie de son pays qu'il protège par des barrières douanières élevées. Les transports (avec, entre autres, la construction du canal de Bydgoszcz entre l'Oder et la Vistule) sont améliorés. Avec l'aide de colons hollandais, des marais sont drainés pour augmenter la surface agricole et de nouvelles espèces (pomme de terre et navet) introduites.

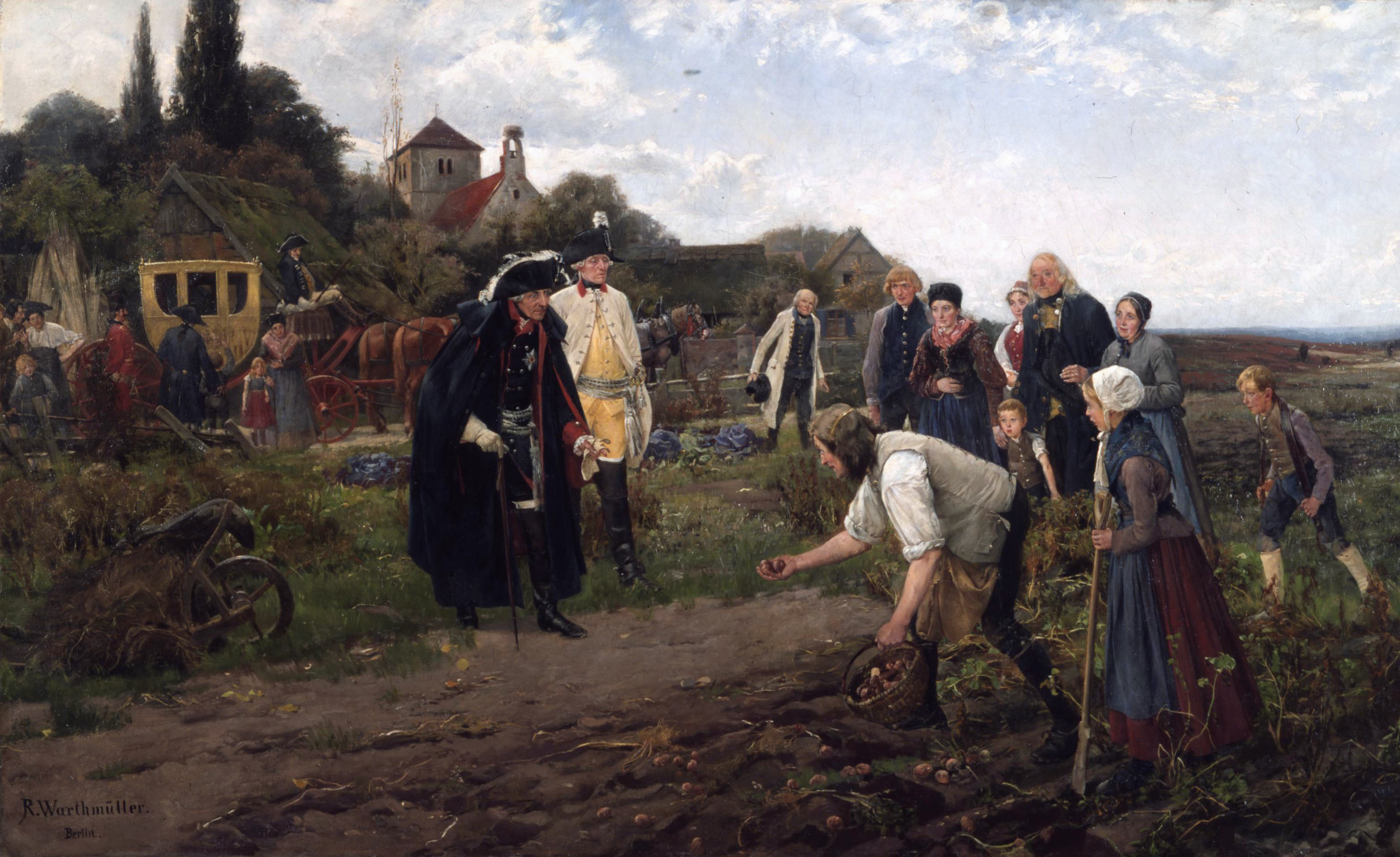
Le roi partout par Robert Warthmüller, 1886, Musée historique allemand.

Avec l'aide d'experts français, le système des impôts est révisé en faveur des impôts indirects, plus indolores et plus efficaces pour le Trésor royal. Il introduit une réforme monétaire[Laquelle ?] rendue nécessaire dans un État rendu exsangue par la guerre. Sous son règne, l'administration est réformée grâce à son ministre des Finances et de la Guerre, Adam Ludwig von Blumenthal, auquel succède son neveu Joachim jusqu'à la fin du règne de Frédéric et au-delà.

##### Un promoteur de l'enseignement
Frédéric renforce l'Académie des sciences et fait venir Leonhard Euler, le plus grand mathématicien de son temps. La présence à Königsberg du philosophe Emmanuel Kant fait que la Prusse n'a pas à rougir du Paris des Lumières. À cette époque, l'ensemble des intellectuels correspondent entre eux, et un axe fort se dessine entre Paris et Berlin, comme en témoigne Friedrich Melchior Grimm.
Le système éducatif prussien est alors considéré comme l'un des meilleurs[réf. souhaitée] d'Europe. On construit des centaines d'écoles mais, dans les écoles de campagne, la formation des enseignants laisse parfois à désirer car on fait souvent appel à des sous-officiers en retraite qui souvent ne savent pas parfaitement lire, écrire ou compter.

##### Un roi franc-maçon?
D'après la Catholic Encyclopedia, les fondateurs du Grand Orient ont revendiqué l'appartenance de Frédéric II, bien que cela ne soit aucunement prouvé. Par contre selon le Dictionnaire de la franc-maçonnerie de Daniel Ligou, il aurait été initié le 14 août 1738 et Jean-Georges Treuttel écrit : « Quoique Frédéric II fût franc-maçon, il ne voulait pas que les usages de la maçonnerie s'étendissent hors de la loge. Quelques maçons lui ayant envoyé un placet pendant la guerre de la succession de Baviére s'avisèrent de joindre à leurs signatures, leurs titres & grades dans l'ordre. Aussitôt le Roi renvoya le placet au lieutenant de police ; & fit enjoindre à ces messieurs de ne plus se servir de ces titres. Un tapissier qui travaillait un jour dans les appartemens du Roi, voulut se faire connaître à lui pour franc-maçon ; mais Frédéric lui tourna le dos & se retira ».

#### «Juges à Berlin»
Cette expression, que les Allemands citent encore souvent en français, est célèbre. Elle vient d'un poème d’Andrieux qui nous conte que Frédéric II, voulant agrandir son domaine, demanda au meunier voisin de Sans-Souci de lui vendre son moulin. Devant son refus, il le menaça de confisquer ce bien purement et simplement, mais le sujet répondit fièrement au souverain :

« Oui, s'il n’y avait pas des juges à Berlin ! »

Devant la confiance qu’on avait dans l'impartialité de sa justice, le roi préféra céder. Le poème fut longtemps donné à apprendre et établit la réputation de Frédéric II comme modèle de monarque éclairé. Il y a sans doute une part de légende dans cette anecdote. Toujours est-il qu'il est possible pour tous les citoyens dans la Prusse de Frédéric II de s'adresser par lettre ou même personnellement au roi. Et ses ministres se voient parfois rappelés à l'ordre :

« Cela me déplaît beaucoup que les pauvres impliqués dans des affaires juridiques à Berlin soient aussi mal traités et qu'on menace de les arrêter comme cela a été le cas avec Jacob Dreher, de la Prusse-Orientale, qui a séjourné à Berlin à cause d'un procès et que la police a voulu arrêter. J'ai déjà interdit cela et je vous ai déjà indiqué qu'un paysan pauvre est aussi important qu'un comte et qu'un riche gentilhomme. Le droit vaut de la même manière pour les gens importants que pour les simples »

— Lettre à son ministre de la Justice, 1777
Conformément à sa célèbre devise « Le roi est le premier serviteur de l'État », il tente de limiter les excès du système féodal.

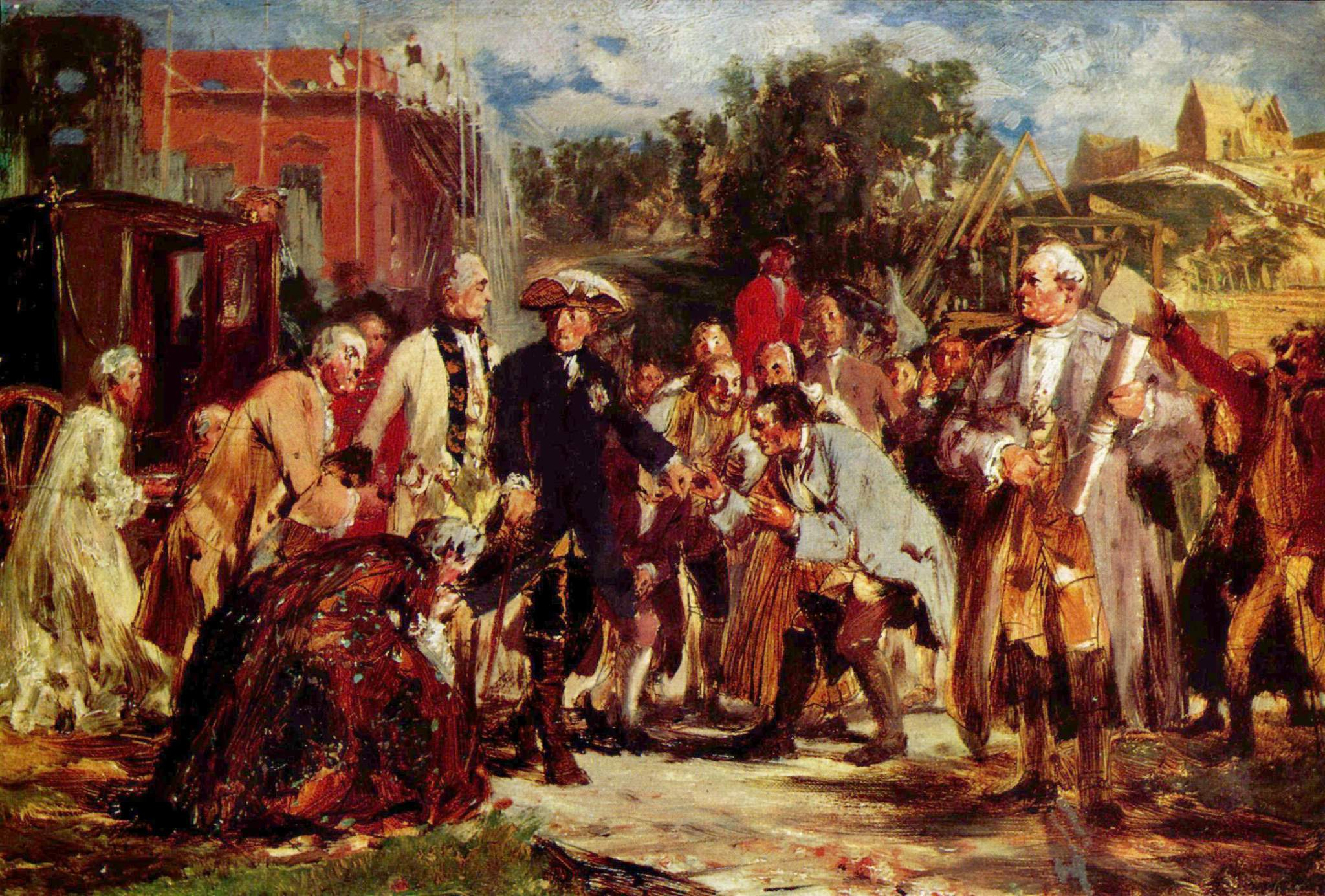
Le roi de Prusse en voyage d'inspection.

Il abolit la torture et réorganise l'appareil judiciaire. Sur le plan social, cependant, il ne va pas jusqu'à supprimer le servage ou les privilèges de la noblesse : l’Aufklärung a ses limites. En la matière, l'adoucissement du servage qu'il désire et qu'il a impulsé échoue en raison de la résistance massive de l’aristocratie terrienne prussienne (Landadel). Mais son abolition est imposée progressivement dans les domaines de la couronne. Sur les nouvelles terres cultivées, on établit des villages et on y installe des paysans affranchis. Il est fréquent de demander aux ouvriers agricoles, aux servantes et aux valets de ferme comment on les traite et, au moment du prolongement des baux de fermage des terres appartenant à l'État, en cas d'abus de la part des fermiers, les baux ne sont pas renouvelés même lorsque les terres ont été bien gérées d'un point de vue économique.
Il aime à diriger lui-même jusque dans les moindres détails. Il donne des instructions à ses ministres par lettre mais ne les convoque jamais en conseil. Il suit les dossiers, s'enquiert de leur avancement. Il fait de nombreux déplacements afin de juger par lui-même de la situation de ses provinces. Il est particulièrement méfiant à l'égard de ses propres fonctionnaires auxquels il attribue une suffisance excessive du fait de leur statut de privilégiés dans la société.
Son dévouement très personnel à la Prusse aura comme conséquence fâcheuse qu'à sa mort son neveu et successeur Frédéric-Guillaume II n'a que peu été associé aux affaires du pouvoir.

### Le monarque éclairé

#### L'amateur d'art
Les princes allemands de son époque ont la « constructionnite », la manie de bâtir châteaux et palais. Si Frédéric n'échappe pas à la règle, son grand œuvre reste la guerre et l'extension de son royaume. Aussi les constructions qu'il nous a laissées restent somme toute modestes : l'Opéra de Berlin, la Bibliothèque royale également à Berlin. Même son palais de Sans-Souci reste humain eu égard aux critères grandioses de l’architecture baroque de son époque : un seul étage, de plain-pied sur le parc, dix pièces en enfilade, des communs à peine visibles : le tout a un air de modestie, d'absence de prétention.

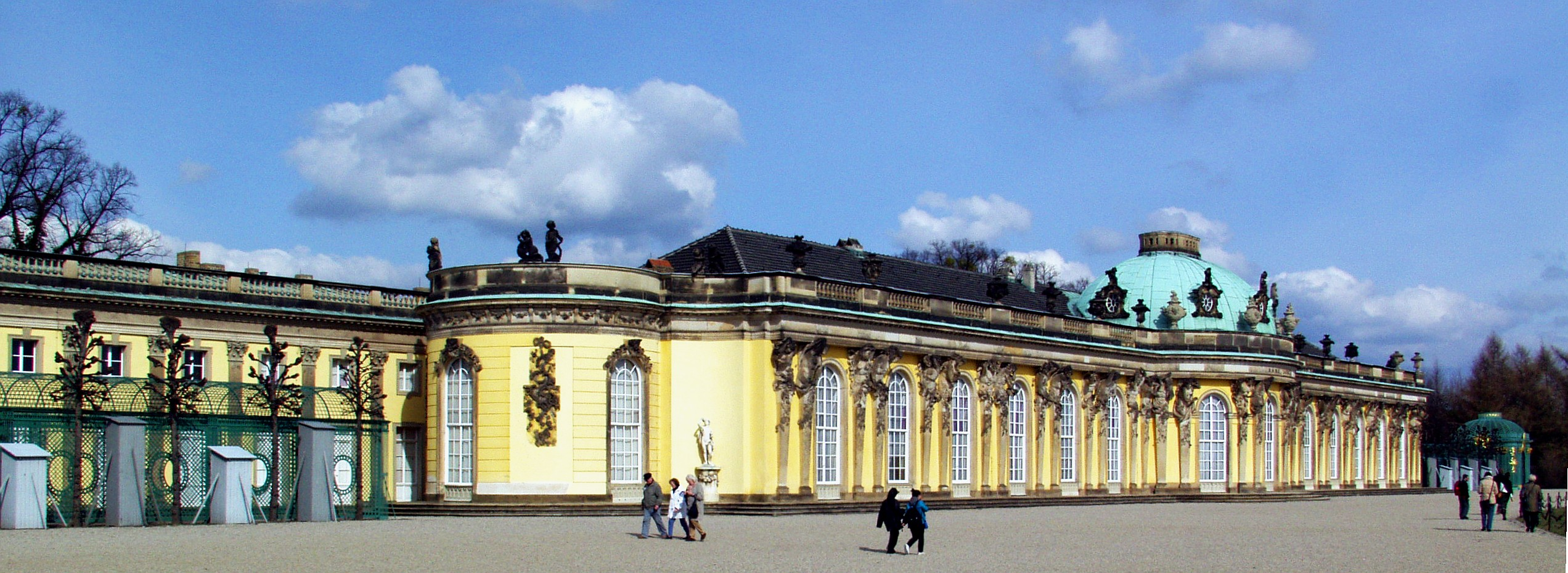
Façade sur le jardin du palais de Sans-Souci

Bien que culturellement francophile, Frédéric n'a aucune inclination pour la vie de cour à la française telle qu'elle s'est développée sous Louis XIV. Contrairement à beaucoup de princes allemands, il ne s'est jamais entouré d'une cour dispendieuse. Lui-même limite ses dépenses personnelles. S'il est un « péché mignon » auquel Frédéric II succombe, c'est l'acquisition de nombreuses œuvres d'art, françaises en particulier. Il possède nombre de Watteau dont deux de ses chefs-d'œuvre, L'Enseigne de Gersaint et Le Pèlerinage à l'île de Cythère, ainsi que trois tableaux de Chardin.

Le Pèlerinage à l'île de Cythère par Watteau
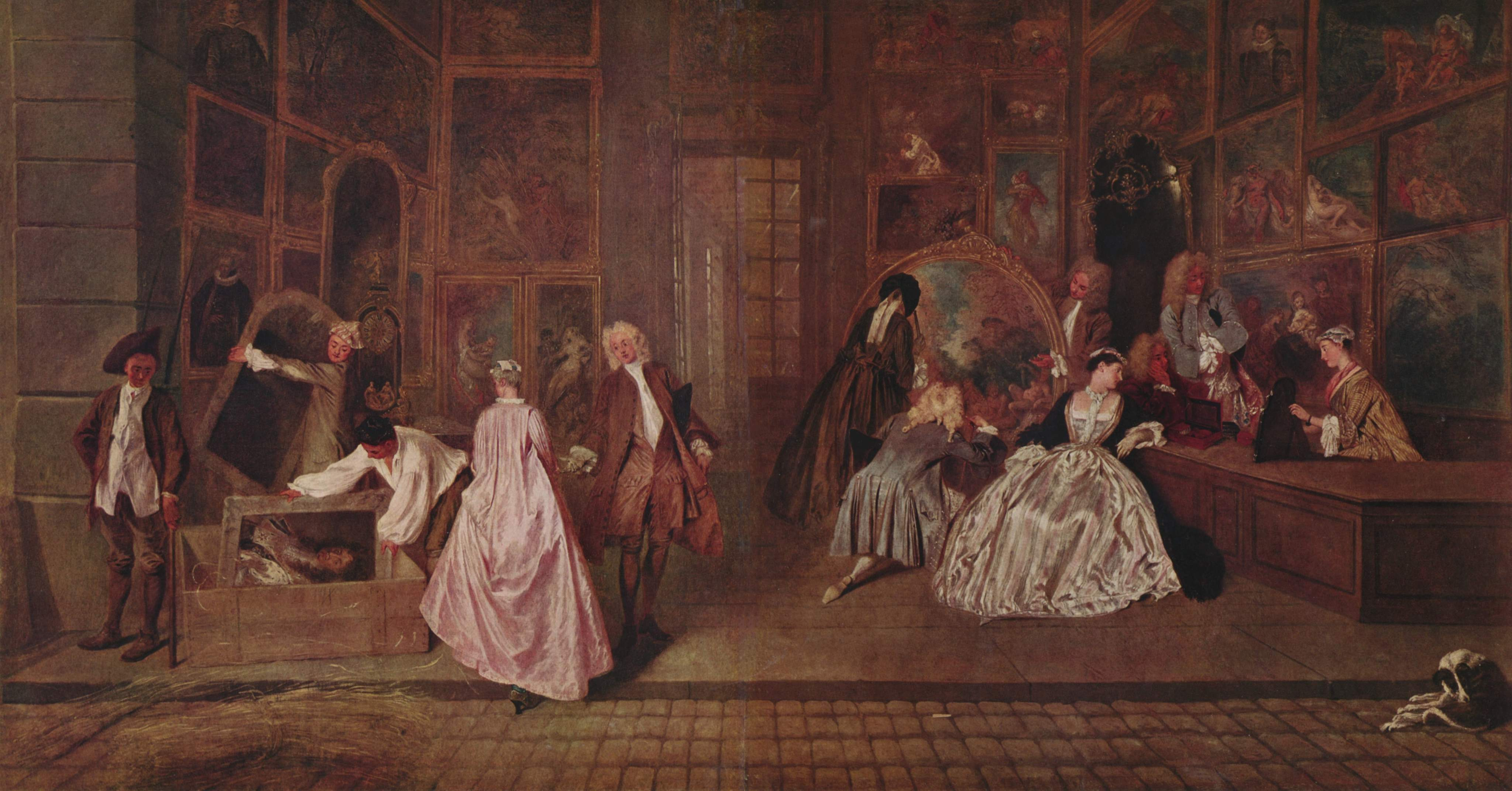
L'Enseigne de Gersaint par Watteau
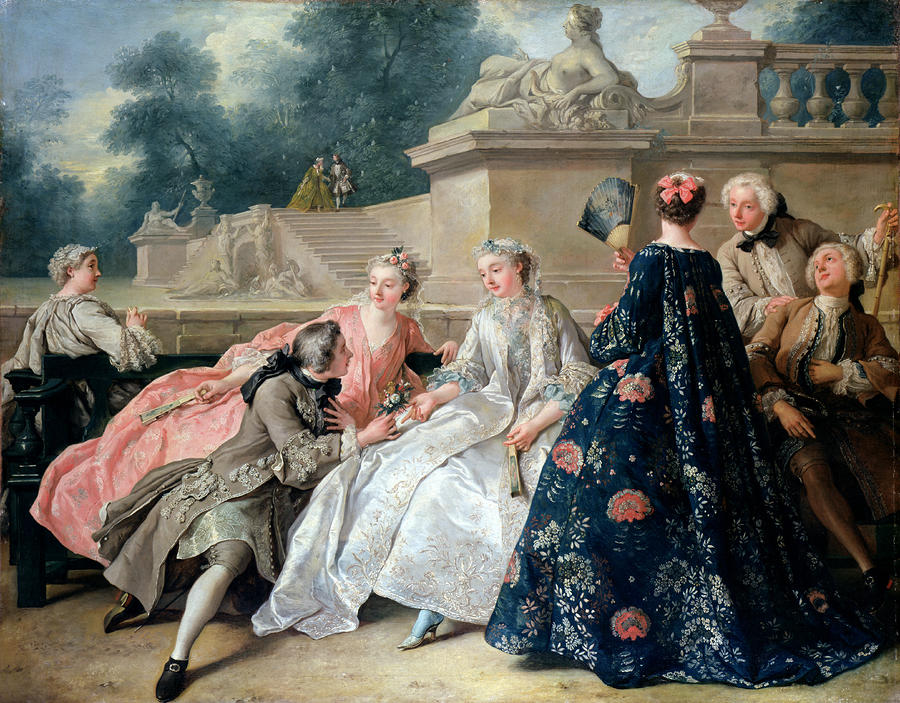
La déclaration d'amour par De Troy
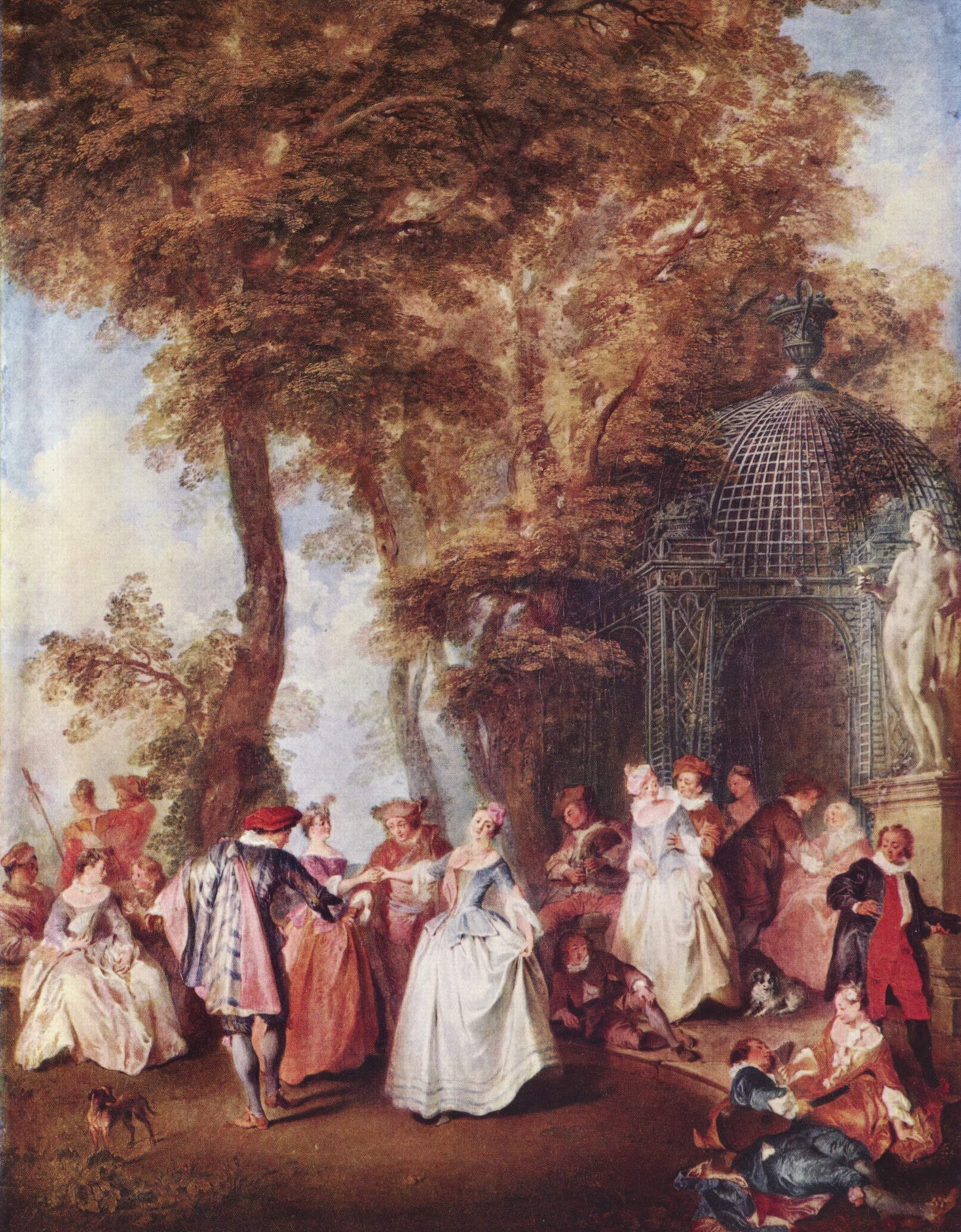
Le moulinet par Nicolas Lancret

Dans sa vieillesse, Frédéric — avant tout un admirateur du Grand Siècle et de Louis XIV — semble toutefois se détacher de la culture française. Il marque une préférence pour la peinture italienne ou flamande. Considérant Voltaire comme le dernier grand classique français, il n'a nulle sympathie pour les nouveaux penseurs et auteurs français, plus radicaux, comme Rousseau. Alors que l'essor culturel de Berlin se prolonge jusqu'à la fin du siècle, le roi, à Potsdam, est de plus en plus isolé, son entourage se dépeuple, et sa vie devient plus austère que jamais.

#### Le roi-philosophe

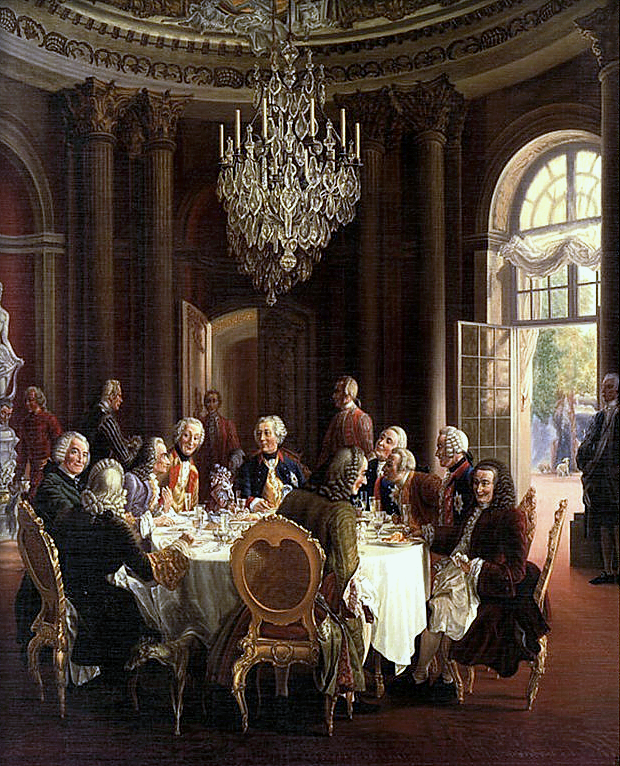
La Table ronde par Adolph von Menzel (XIXe siècle). On reconnaît Voltaire entre autres invités du roi, dans la salle de marbre du palais de Sanssouci.

Frédéric est un grand amoureux de la littérature antique et française du XVIIe siècle. Il écrit des pièces et des poèmes, toujours en français. Il aspire à devenir un roi-philosophe à l'instar de l'empereur Marc Aurèle. La liste de ses œuvres (donnée en annexe ci-dessous) témoigne d'un homme polygraphe qui s'adonne à la poésie et donne son opinion sur un très vaste éventail de sujets.
Emmanuel Kant lui rendit explicitement hommage dans son opuscule Qu'est-ce que les Lumières ? avec ces propos : « Il n'y a qu'un seul maître au monde qui dise : « Raisonnez tant que vous voudrez et sur tout ce que vous voudrez mais obéissez ! » ». Comme Kant, le roi défend la liberté de pensée mais exige l'obéissance afin de préserver l'ordre dans la société.
Il est initié en franc-maçonnerie le 14 août 1738, en l'auberge Korn de Brunswick au sein de la loge de Hambourg, présidée par le baron Georg Ludwig von Oberg qui dépêche une délégation à cette occasion. Il initie par la suite son frère Guillaume et sous son règne, la franc-maçonnerie connaît un grand développement.
Il fait venir en son royaume Francesco Algarotti, Jean-Baptiste Boyer d'Argens, Julien Offray de La Mettrie et Maupertuis ; mais, par-dessus tout, c'est son plus illustre représentant, Voltaire, qu'il admire et qu'il rencontre par deux fois à la cour de Berlin. Ces deux rencontres furent hélas décevantes. À la première, Frédéric est malade et en ressort frustré de ne pas être à la hauteur de lui-même. À la seconde, Voltaire qui a reçu le titre de chambellan est désillusionné. Le magnifique auteur de l'Anti-Machiavel s'élevant contre les guerres d'agression s'est emparé par la force de la Silésie. De même le roi est déçu du philosophe qui réclame tout de suite le remboursement de son voyage, un logement princier et une pension importante, d'autant plus qu'il se rend coupable d'un délit en spéculant sur les taux de change. Voltaire, qui a perdu les faveurs du roi, veut retourner en France et quitte la Prusse le 26 mars 1753. Il est arrêté et emprisonné un mois à Francfort, ville libre d’Empire, car le roi redoute que son manuscrit licencieux de poésie que Voltaire a emporté ne finisse édité à Paris,.

#### Frédéric II et la langue allemande
Si dans l'Europe du XVIIIe siècle, l'usage du français n'a rien d'exceptionnel chez les princes européens, Frédéric II se distingue toutefois par son propre jugement négatif envers sa langue maternelle. En 1747, dans Histoire de mon temps, le souverain juge la langue allemande « aussi barbare que les Goths et les Huns qui la corrompirent ; une grande partie des libertés germaniques consiste en ce que chaque petit État et chaque petit territoire affecte un langage particulier, ce qui diversifie, multiplie et change si considérablement les idiomes que les mêmes idées s'expriment avec des mots et des phrases différentes à Berlin, à Leipzig, à Vienne, à Stuttgart, à Cologne, et dans le Holstein… On manque tout à fait de ces Académies qui servent de témoins à l'usage des mots, qui fixent leur véritable sens et leur emploi avec précision, et de là vient que les auteurs, ne connaissant ni règles ni lois, s'abandonnent à leur caprice, et écrivent sans pureté, sans élégance et sans concision dans un langage grossier et dans un style inégal et sauvage ». Néanmoins, Frédéric s'intéresse au développement culturel de l'Allemagne, ce dont témoigne son abondante correspondance avec Voltaire.
En 1780, il est pourtant toujours aussi sévère et écrit dans son livre De la littérature allemande ; des défauts qu'on peut lui reprocher ; quelles en sont les causes ; et par quels moyens on peut les corriger :

« Je trouve une langue à demi-barbare, qui se divise en autant de dialectes différents que l'Allemagne contient de provinces. Chaque cercle se persuade que son patois est le meilleur. Il n'existe point encore de recueil muni de la sanction nationale, où l'on trouve un choix de mots et de phrases qui constitue la pureté du langage… Il est donc physiquement impossible qu'un auteur doué du plus beau génie puisse supérieurement bien manier cette langue brute… J'entends parler un jargon dépourvu d'agrément que chacun manie selon son caprice, des termes employés sans choix ; les mots propres les plus expressifs négligés… Il faut commencer par perfectionner la langue ; elle a besoin d'être limée et rabotée. »

Il n'en revient pas d'être obligé de ne trouver « qu'au bout d'une page entière le verbe d'où dépend le sens de toute la phrase. » Cette sentence peut paraître sévère à une époque où la littérature allemande connaît un véritable essor et où la langue elle-même est progressivement fixée par l'usage littéraire. Mais Frédéric ignore les écrivains allemands de son temps, coupables selon lui de s'éloigner des canons du classicisme français. Il juge ridicule le théâtre de Goethe, qu'il assimile à celui de Shakespeare, pour lui le comble du mauvais goût : « Mais voilà encore un Goetz de Berlichingen (de) qui paraît sur la scène, imitation détestable de ces mauvaises pièces anglaises; et le parterre applaudit et demande avec enthousiasme la répétition de ces dégoûtantes platitudes ».
On pourra consulter sur un site de l'université de Trèves le texte entier, qui éclaire sur ses véritables idées. Loin de mépriser l’allemand, il estime que celui-ci pourra un jour dépasser le français si l’on s’astreint à le travailler et à le parler de façon correcte ; la conclusion est nette :

« Voilà, monsieur, les différentes entraves qui nous ont empêchés d'aller aussi vite que nos voisins. Toutefois ceux qui viennent les derniers, surpassent quelquefois leurs prédécesseurs ; cela pourra nous arriver plus promptement qu'on ne le croit, si les souverains prennent du goût pour les lettres, s'ils encouragent ceux qui s'y appliquent, en louant et récompensant ceux qui ont le mieux réussi : que nous ayons des Médicis, et nous verrons éclore des génies. Des Augustes feront des Virgiles. Nous aurons nos auteurs classiques ; chacun, pour en profiter, voudra les lire ; nos voisins apprendront l'allemand ; les cours le parleront avec délice ; et il pourra arriver que notre langue polie et perfectionnée s'étende, en faveur de nos bons écrivains, d'un bout de l'Europe à l'autre. Ces beaux jours de notre littérature ne sont pas encore venus ; mais ils s'approchent. Je vous les annonce, ils vont paraître ; je ne les verrai pas, mon âge m'en interdit l'espérance. Je suis comme Moïse : je vois de loin la terre promise, mais je n'y entrerai pas. Passez-moi cette comparaison. Je laisse Moïse pour ce qu'il est, et ne veux point du tout me mettre en parallèle avec lui ; et pour les beaux jours de la littérature, que nous attendons, ils valent mieux que les rochers pelés et arides de la stérile Idumée. »

Réservant sa langue maternelle (un mélange de bas allemand et d'allemand littéraire, comme chez son père) au travail administratif et à la vie militaire, Frédéric II préfère utiliser le français pour parler avec ses proches, lire et écrire des œuvres littéraires. Pourtant, sa maîtrise de la langue est loin d'être parfaite, son orthographe notamment est médiocre, son style, parfois lourd, comprend de nombreux germanismes, ce qui l'oblige à compter sur des correcteurs français (dont Voltaire). Curieusement, son allemand est lui aussi truffé de gallicismes.

#### Le musicien

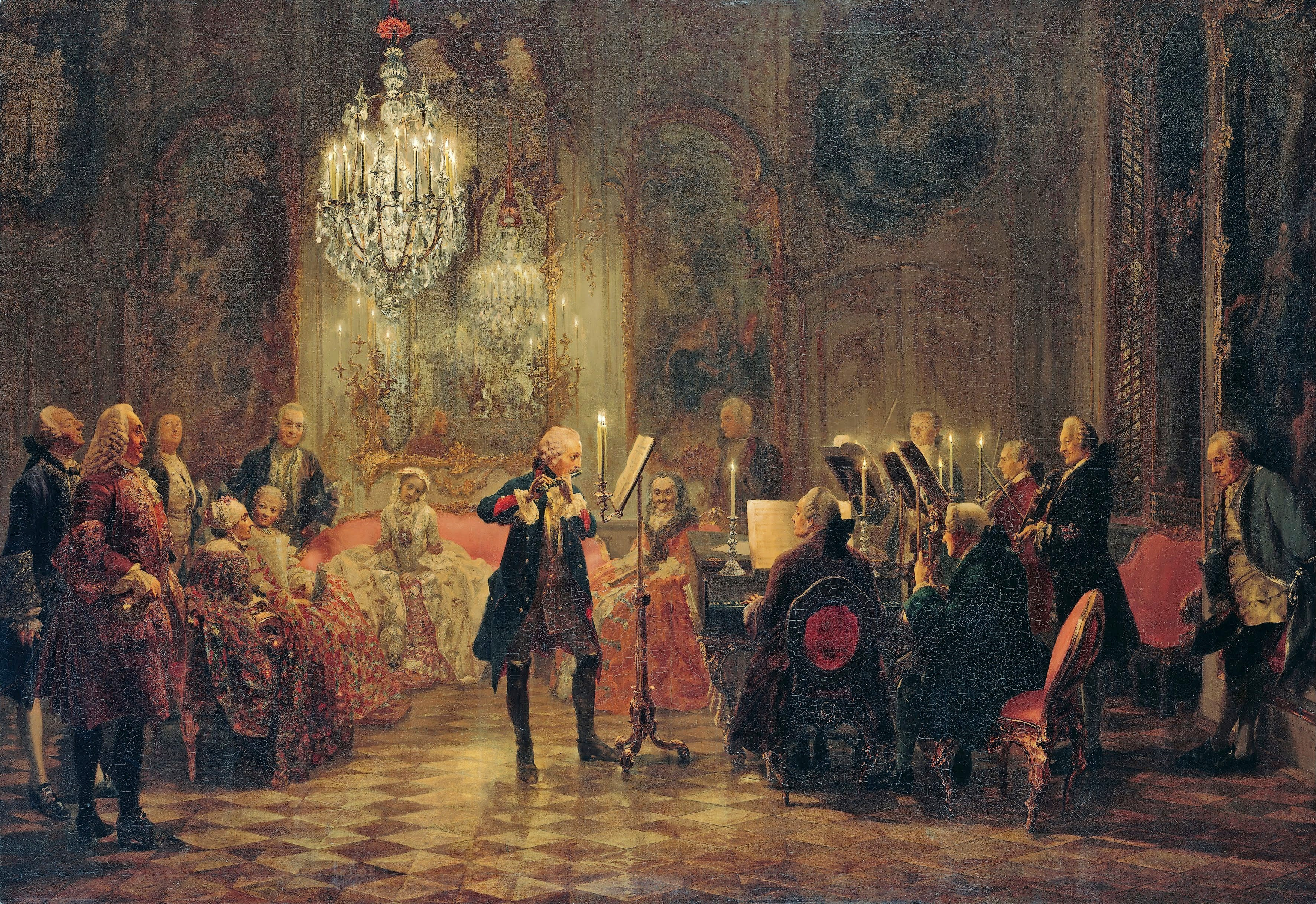
Le concert de flûte de Frédéric le Grand à Sans-Souci, par Adolph von Menzel (1852). Le tableau montre Frédéric le Grand jouant de la flûte dans la salle de musique. Au clavecin (assis dos à l'observateur), Carl Philipp Emanuel Bach, fils de Jean-Sébastien. La figure la plus à droite est celle du professeur de Frédéric, le flûtiste et compositeur Johann Joachim Quantz. À sa gauche, tenant le violon, se trouve Georges Benda, violonistes de l'époque, également compositeur. À gauche de Friedrich (dans le dos, en jupe à crinoline), se trouve sa sœur Wilhelmina. Derrière elle, près du mur, apparaît le compositeur d'opéra (et de nombreuses autres œuvres, profanes aussi bien que religieuses) Carl Heinrich Graun.

Le monarque allemand est passionné de musique. Élève de Johann Joachim Quantz, il joue fort bien de la flûte traversière et compose des œuvres d'une réelle qualité : 121 sonates pour flûte et basse continue, quatre concertos pour flûte et orchestre à cordes, quatre sinfonie et trois marches militaires,,. On lui attribue la Hohenfriedberger Marsch composée à l'occasion de sa victoire à la bataille de Hohenfriedberg, le 4 juin 1745. Ses œuvres, sans atteindre le génie d'un Bach, sont d'un niveau comparable à celles de ses contemporains, et sont encore régulièrement enregistrées de nos jours.
Frédéric II agrandit son orchestre et s'entoure de nombreux musiciens de talent, donnant ainsi naissance à une école de musique classique appelée « École de Berlin »,,. Parmi les musiciens attachés à cette école, on compte Carl Philipp Emanuel Bach, Johann Joachim Quantz, Johann Gottlieb Graun, Carl Heinrich Graun, Georg Benda, Johann Gottlieb Janitsch ou encore Franz Benda.
Une rencontre avec Jean-Sébastien Bach en 1747 à Potsdam conduit ce dernier à écrire L'Offrande musicale (conçue sur un thème composé au préalable par le roi).

#### Frédéric II et l'opéra
En mai 1740, quand son père meurt et qu'il accède au titre de roi de Prusse, une de ses premières décisions est de charger son architecte en chef nouvellement nommé Knobelsdorff, de construire un vaste opéra à Berlin. Inauguré le 7 décembre 1742, l'opéra Unter den Linden de Berlin accueille de grandes vedettes italiennes comme la chanteuse Giovanna Astrua, des castrats engagé à prix d'or et un orchestre dirigé par Carl Heinrich Graun.
Frédéric II considère que l'opéra dépend de sa maison. Il s'occupe des détails, décors, costumes, musique. Il ébauche lui-même les livrets des opéras que des poètes, qui faisaient en même temps office de metteurs en scène, étaient ensuite chargés de rédiger en vers.

### Prince de Neuchâtel
Frédéric II règne également sur la principauté de Neuchâtel selon un régime d'union personnelle. Il ne se rend jamais dans cette principauté qu'il administre par l'intermédiaire d'un gouverneur et du conseil d'État. Son intérêt pour Neuchâtel est marqué, peine à imposer son autorité comme en témoigne son échec à codifier le droit civil. Il renonce à agir en souverain absolu et laisse une indépendance conséquente au conseil d'État.

### Vie privée
Concernant sa vie privée, on ne lui connaît pas de maîtresse à une époque où celles-ci sont une véritable institution royale, à part sa première maîtresse, la comtesse Orzelska. Son mariage a probablement été consommé dans ses premières années, mais son épouse est vite mise de côté et abandonnée. S'il ne va plus lui rendre visite, Frédéric insiste pour qu'elle soit traitée avec les égards dus à son rang.

#### Homosexualité
L’homosexualité de Frédéric de Prusse est longtemps restée un secret que les manuels d'histoire, les biographes et les historiographes prussiens passent sous silence. Voltaire (Mémoires pour servir à la vie de M. de Voltaire écrits par lui-même composés en 1759, l'ouvrage n'a été publié qu'en 1784, après la mort de Voltaire mais avant celle de Frédéric II) écrit à ce sujet :

« Quand Sa Majesté était habillée et bottée, le stoïque donnait quelques moments à la secte d'Épicure : il faisait venir deux ou trois favoris, soit lieutenants de son régiment, soit pages, soit heiduques, ou jeunes cadets. On prenait du café. Celui à qui on jetait le mouchoir restait un quart d'heure en tête-à-tête. Les choses n'allaient pas jusqu'aux dernières extrémités, attendu que le prince, du vivant de son père, avait été fort maltraité dans ses amours de passade, et non moins mal guéri. Il ne pouvait jouer le premier rôle : il fallait se contenter des seconds. »

Son médecin privé, Johann Georg Zimmermann, publie un livre après sa mort pour couper court à ce qu'il considère comme étant de la calomnie lancée par les Français, Choiseul et Voltaire en tête, et parle d'une gonorrhée mal soignée et d'une castration accidentelle. Les médecins légistes ont spécifiquement noté que le corps du monarque n'avait pas été émasculé.
En prison, à Custrin, il rencontre deux personnes qui joueront un rôle important dans sa vie, Michael Gabriel Fredersdorf et le lieutenant-comte von Keyserling. Du premier, Voltaire écrit : « ce soldat, jeune, beau, bien fait, et qui jouait de la flûte, servit en plus d’une manière à amuser le prisonnier ». Fredersdorf est fils de paysans mais, une fois sur le trône, Frédéric II le nomme page du roi, puis directeur du théâtre royal et, enfin, chancelier du royaume. Au second, Frédéric écrit un poème à l'occasion de son déménagement à Charlottenbourg :
Dans ce nouveau palais de noble architecture,
Nous jouirons tous deux de la liberté pure
Dans l'ivresse de l'amitié.
L'ambition, l'inimitié
Seront les seuls péchés taxés contre nature.
L'homosexualité était considérée comme contre nature au XVIIIe siècle. Ce poème prouve que, pour Frédéric II, il n'en était rien, ce qui démarque ainsi le roi de l'opinion générale de son temps.

### La fin
Vers la fin de sa vie, Frédéric glisse vers la misanthropie. À celle des hommes, il préfère la compagnie de ses lévriers qu'il appelle ses « marquises de Pompadour » en référence enjouée à Madame de Pompadour, favorite du roi Louis XV. Il n'en jouit pas moins d'une sympathie de la part du peuple qui l'appelle affectueusement der alte Fritz, « le vieux Fritz ».
Sa santé se dégrade petit à petit. Il garde cependant son extraordinaire capacité de travail jusqu'à la fin. Il meurt le 17 août 1786, âgé de 74 ans, assis à sa table de travail dans son palais.
Son testament, écrit en 1757, précise :
Im übrigen will ich, was meine Person anbetrifft, in Sanssouci beigesetzt werden, ohne Prunk, ohne Pomp und bei Nacht…
« À part cela, en ce qui concerne ma personne, je désire être enterré à Sanssouci sans splendeur, sans pompe et de nuit… »
Son successeur, cependant, ordonne qu'on l'enterre auprès de son père dans l'Église de la garnison de Potsdam. Durant la Seconde Guerre mondiale, les tombes royales sont transférées dans un bunker, en lieu sûr. En 1945, l'US Army les place dans la chapelle de l'université protestante de Marbourg d'où elles sont ensuite sorties pour retrouver le berceau de la dynastie, le château de Hohenzollern, non loin de Stuttgart. Après la réunification allemande, le corps de Frédéric-Guillaume est déposé dans le Kaiser Friedrich Mausoleum de l'église de la Paix, située dans le jardin Marly du parc de Sans-Souci. Un débat s'élève en revanche en ce qui concerne le sort de celui de Frédéric II, ce roi de Prusse si peu pacifique et dont la mémoire a été exploitée à des fins de propagande tant par le Troisième Reich que par la RDA.
En 1991, pour le 205e anniversaire de sa mort, et en dépit de nombreuses protestations, le cercueil de Frédéric est exposé sur un catafalque dans la cour d'honneur du palais de Sans-Souci, recouvert d'un drapeau des Hohenzollern et escorté par une garde d'honneur de la Bundeswehr. Après la tombée du jour, le corps est déposé, selon ses dernières volontés, près de ses lévriers, sur la terrasse du vignoble du château de Sans-Souci, sans splendeur, sans pompe et de nuit.

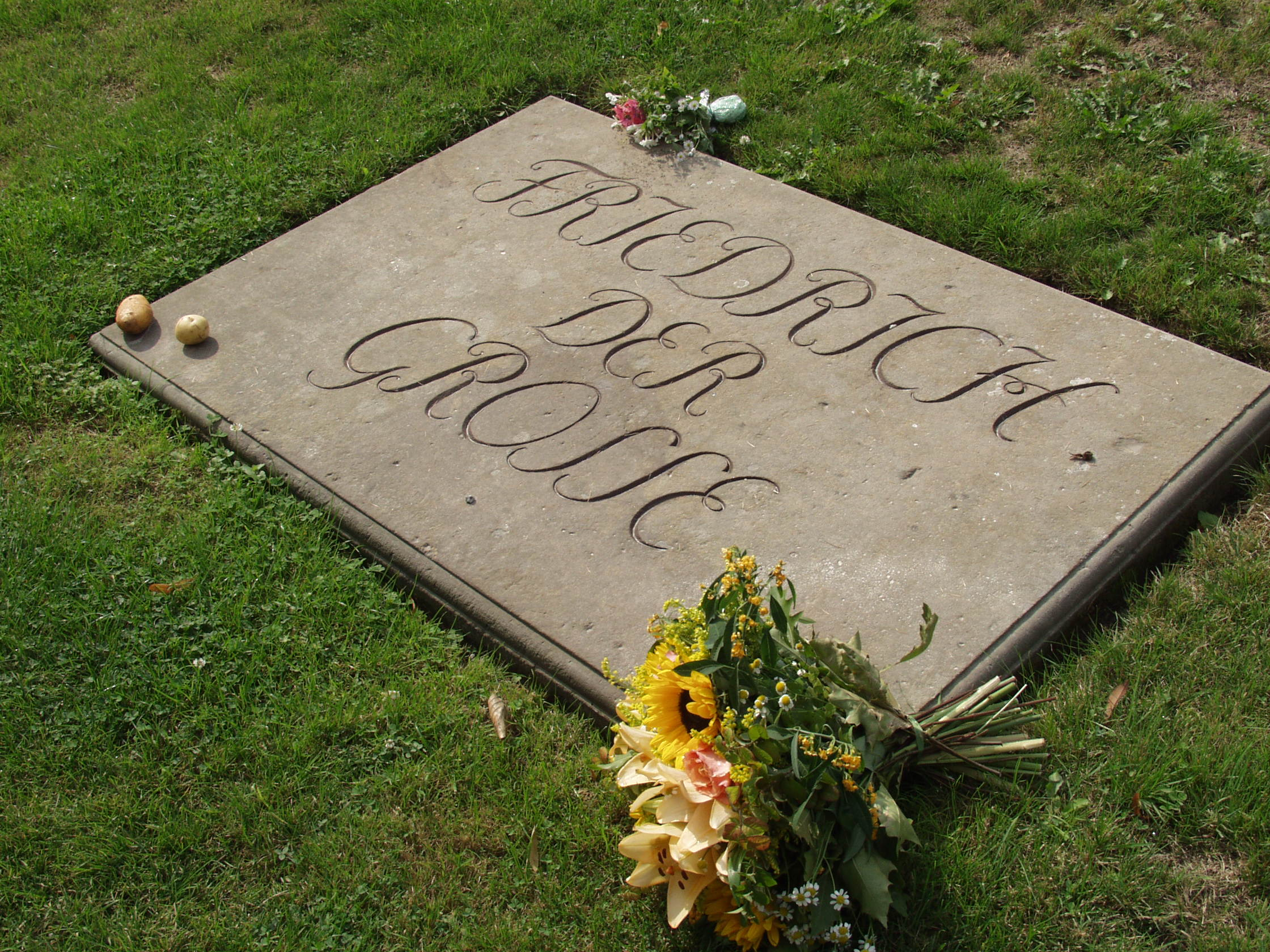
Tombe de Frédéric le Grand dans le jardin de Sanssouci
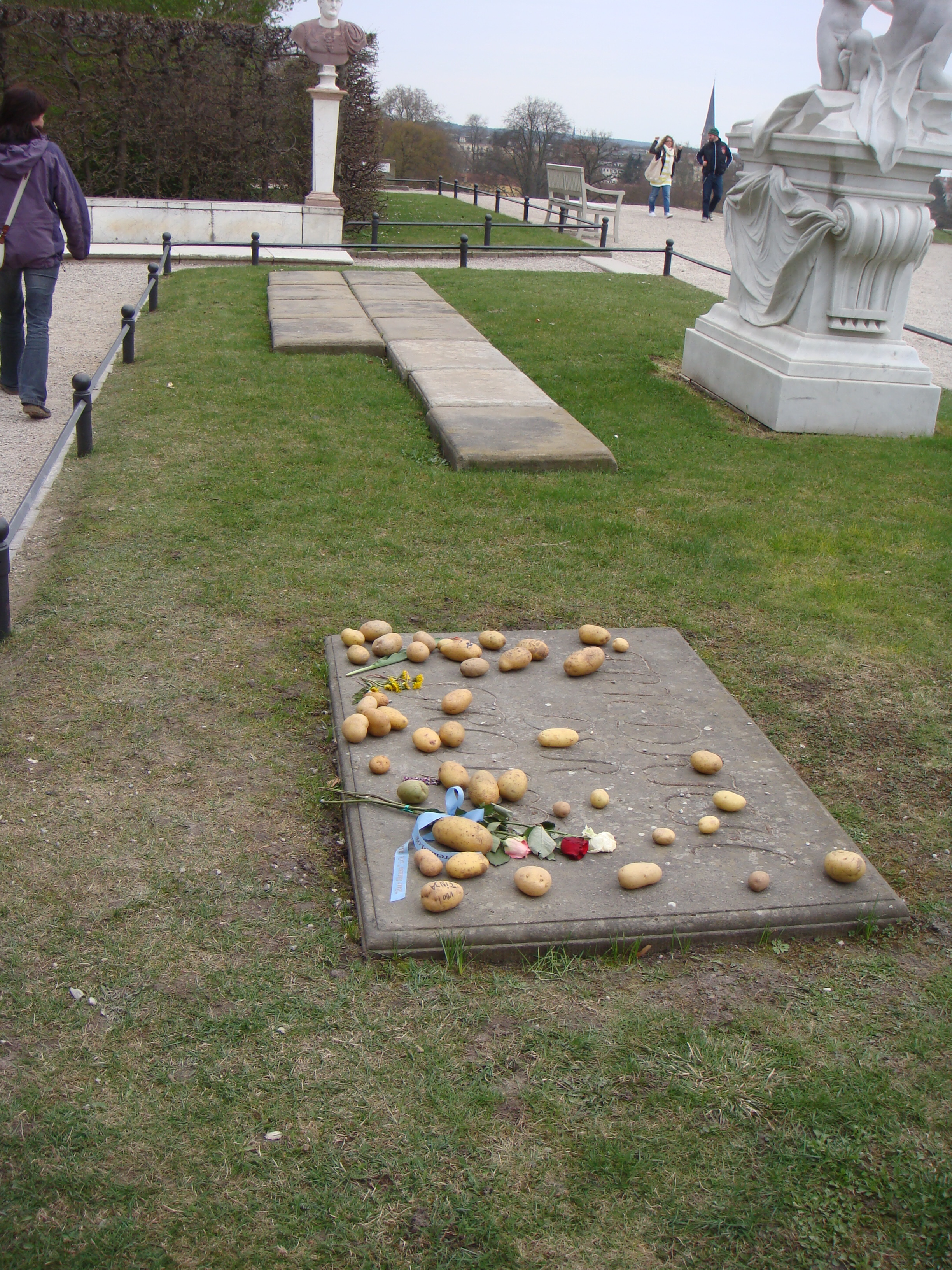
et celles de ses lévriers à côté

## Héritage

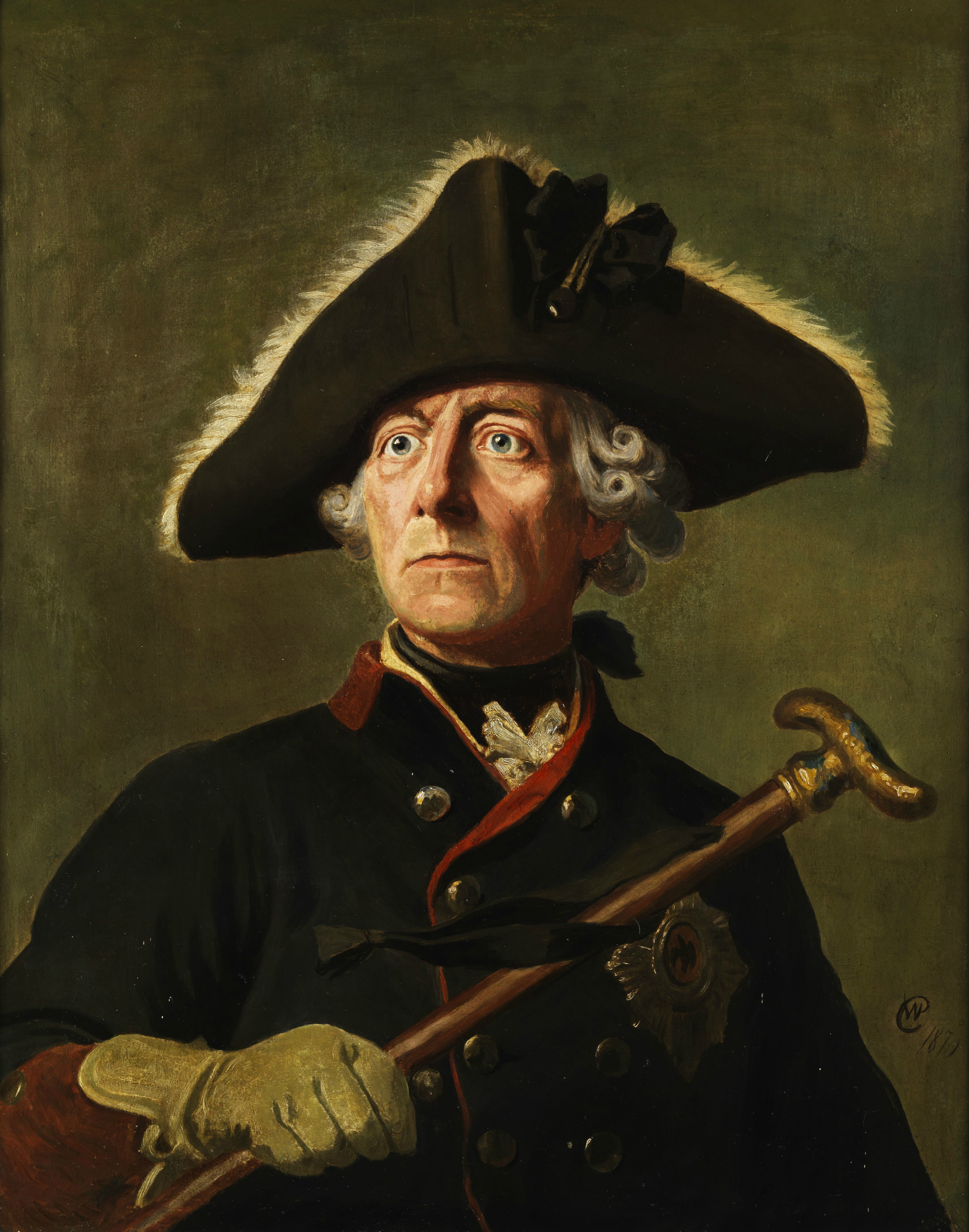
Frédéric le Grand, peint par Wilhelm Camphausen en 1870.

Frédéric II a passé son règne à unifier un royaume morcelé. Il est parvenu à asseoir la Prusse à la table des cinq grandes puissances européennes du XVIIIe siècle (France, Grande-Bretagne, Autriche, Russie et Prusse). Contrairement à nombre de ses pairs, il ne se considère pas comme un monarque de droit divin, mais comme un serviteur de l'État et, pour lui, la couronne n'est qu'un « chapeau qui laisse passer la pluie ». Aux brocarts en vogue à Versailles, il préfère la simplicité de l'uniforme et aucun de ses portraits ne le représente en grand apparat, mais, le plus souvent, en soldat.
Ses guerres incessantes contre l'Autriche affaiblissent le Saint-Empire des Habsbourg. S'il peut être contestable de faire de lui le précurseur de l’unité allemande et des idées d'Otto von Bismarck, il est juste d'affirmer qu'il a rendu difficile, voire impossible, qu'elle se fasse sous le sceptre impérial et catholique-romain des Habsbourg. La rivalité Autriche-Prusse trouvera son dénouement à Sadowa. Et c'est finalement autour de la Prusse et non de l'Autriche que se fera l'unité allemande.

### Hommages rendus

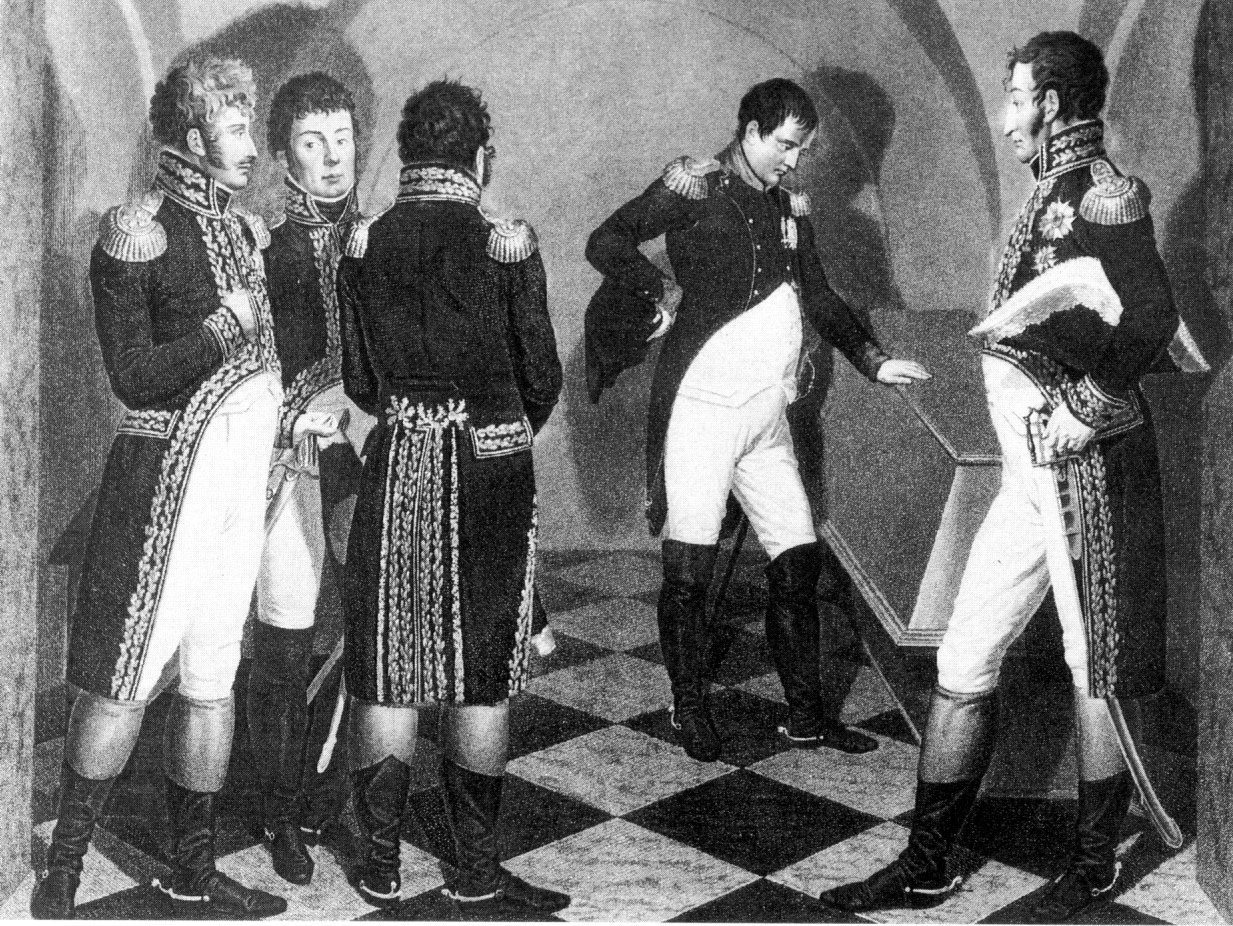
Napoléon Ier à Potsdam sur la tombe de Frédéric II en l'Église de la Garnison (1806).

Napoléon, alors empereur des Français, après ses victoires d'Iéna et d'Auerstaedt, en 1806, séjourna au château de Sans-Souci, et témoigna de son admiration pour Frédéric II en emportant jusqu'à Sainte-Hélène la montre du roi. Le 18 octobre 1806, il se rendit également sur le lieu de la bataille de Rossbach remportée par Frédéric II le 5 novembre 1757. Le 24 octobre 1806, alors au château de Sans-Souci, il déclara à propos de Frédéric II : « son génie, son esprit et ses vœux étaient avec la nation qu'il a tant estimée [la France] et dont il disait que, s'il en était roi, il ne se tirerait point un coup de canon en Europe sans sa permission ». En faisant son entrée à Berlin, après sa victoire contre l'armée prussienne, il montre publiquement son admiration pour le roi en se découvrant devant sa statue. Napoléon, de plus, admirait beaucoup Voltaire, proche de Frédéric II, qu'il préférait à Rousseau pour lequel il avait eu pourtant une grande admiration dans sa jeunesse. Alors en campagne contre les Russes en Pologne, le 21 avril 1807, l'Empereur écrivit à Cambacérès (ministre auquel il laissait le soin d'organiser l'administration quand il était absent pour cause de campagnes militaires) : « je pense qu'il est convenable de ne pas tarder plus longtemps à remettre aux Invalides l'épée et les décorations de Frédéric ». Napoléon projetait donc de rendre un hommage national français au roi de Prusse, en remettant certains de ses objets dans un lieu emblématique de la capitale.
Le IIIe Reich utilisa aussi à son profit la figure du Grand Frédéric, notamment grâce à une propagande initié par Goebbels, avec des citations de Frédéric affichées dans les salles de classe, présentées comme Wochensprüche der NSDAP (« Les mots de la semaine du NSDAP »), ou encore des films de propagande nazie, tels que Le Grand Roi avec Otto Gebühr dans le rôle du roi. De fait, Frédéric II est parfois perçu à tort après la Seconde Guerre mondiale comme un symbole d'une Allemagne militariste et d'une Prusse expansionniste annonçant la venue d'Adolf Hitler.
Une statue équestre de Frédéric le Grand se trouve à l'extrémité est de l'allée Unter den Linden à Berlin.

## Ses écrits
- Avant-propos de l'Abrégé de l'Histoire ecclésiastique de Fleury
- Avant-propos de l'Extrait du Dictionnaire historique et critique de Bayle
- Avant-propos sur la Henriade de Voltaire.
- Commentaire sur Barbe-Bleue
- Considérations sur l'état présent du Corps politique de l'Europe.
- Correspondances
- De ce qui s'est passé de plus important en Europe depuis l'année 1774 jusqu'à l'année 1778
- De la Littérature allemande, des défauts qu'on peut lui reprocher, quelles en sont les causes, et par quels moyens on peut les corriger.
- Des mœurs, des coutumes, de l'industrie, des progrès de l'esprit humain dans les arts et dans les sciences
- Dialogue de morale à l'usage de la jeune noblesse
- Discours de l'utilité des sciences et des arts dans un État
- Discours sur la guerre
- Discours sur les libelles
- Discours sur les satyriques
- Discours sur l'Histoire ecclésiastique
- Dissertation sur les raisons d'établir ou d'abroger les Lois
- Dissertation sur l'innocence des erreurs de l'esprit
- Du militaire, de la superstition et de la religion
- Éloges
- Épîtres
- Épîtres familières
- Essai sur l'amour-propre envisagé comme principe de morale
- Essai sur les formes de gouvernement et sur les devoirs des souverains
- Examen critique du livre intitulé: Système de la nature[51]
- Examen de l'Essai sur les préjugés
- Exposé du gouvernement prussien, des principes sur lesquels il roule, avec quelques réflexions politiques
- Histoire de la guerre de Sept Ans
- Histoire de mon temps.
- Instruction à l'Académie des Nobles pour leur éducation
- Instruction au Major Borcke
- Instructions militaires de Frédéric II pour ses généraux
- L'Anti-Machiavel, ou Examen du Prince de Machiavel, 1740.
- L'Art de la guerre, poème
- Le Palladion, poème grave
- Lettre sur l'amour de la Patrie
- Lettre sur l'éducation, adressée à M. Burlamaqui
- Lettres au Public avide de nouvelles
- Lettres en vers et prose
- Mémoires de la Guerre de 1778
- Mémoires depuis la paix de Hubertsbourg, 1763, jusqu'à la fin du partage de la Pologne, 1775
- Mémoires pour servir à l'Histoire de la Maison de Brandebourg
- Miroir des Princes
- Odes
- Pièces diverses
- Poésies diverses et très variées
- Poésies du Philosophe de Sans-Souci
- Réflexions sur les réflexions des géomètres sur la poésie
- Réflexions sur les talents militaires et sur le caractère de Charles XII, roi de Suède
- Réfutation du Prince de Machiavel
- Stances, paraphrase de l’Ecclésiaste
- Trois Dialogues des Morts

## Citations
- « La diplomatie sans les armes est comme la musique sans les instruments » (« Diplomatie ohne Waffen ist wie Musik ohne Instrumente »)[52]
- « La force d'une nation est fondée sur de grands hommes nés au bon moment » (« Die Stärke der Staaten beruht auf den großen Männern, die ihnen zur rechten Stunde gebohren werden »)
- « Raisonnez tant que vous voudrez et sur tout ce que vous voudrez, mais obéissez ! »
- « J'ai pressé le citron et jeté l'écorce », au sujet de Voltaire[53].

## Discographie
- Friedrich II vol.2 : Die Flötenkonzerten, concertos pour flûte de Frédéric II, par l'Ensemble Sans Souci Berlin
- Friedrich II vol.3 : Die Sinfonien, symphonies de Frédéric II, par l'Ensemble Sans Souci Berlin
- Friedrich der Grosse - Music for the Berlin Court - À la cour de Frédéric le Grand, œuvres de Johann Gottlieb Graun, Christoph Nichelmann, Frédéric II de Prusse et Carl Philipp Emanuel Bach par l'Akademie für Alte Musik Berlin (Harmonia Mundi, 2012)

## Frédéric II dans la culture populaire

### Filmographie
- 1920 : The Dancer Barberina de Carl Boese avec Otto Gebühr ;
- 1922 : Fridericus Rex d'Arzén von Cserépy avec Otto Gebühr ;
- 1926 :
  - The Mill at Sanssouci de Siegfried Philippi (de) et Friedrich Zelnik avec Otto Gebühr ;
  - The King's Command de Kurt Blachy (de) avec Georg Burghardt (de) ;
- 1928 : The Old Fritz de Gerhard Lamprecht avec Otto Gebühr ;
- 1930 : Le Concert de flûte de Sans-Souci de Gustav Ucicky avec Otto Gebühr ;
- 1932 :
  - Trenck d'Ernst Neubach et Heinz Paul avec Theodor Loos ;
  - Le danseur de Sanssouci de Friedrich Zelnik avec Otto Gebühr ;
- 1933 : La Chorale de Leuthen de Carl Froelich avec Otto Gebühr ;
- 1935 : Les Deux Rois de Hans Steinhoff avec Werner Hinz ;
- 1936 ; Heiteres und Ernstes um den großen König de Phil Jutzi avec Otto Gebühr ;
- 1937 ;
  - Fridericus de Johannes Meyer avec Otto Gebühr ;
  - Das schöne Fräulein Schragg de Hans Deppe avec Otto Gebühr ;
- 1942 : Le Grand Roi de Veit Harlan avec Otto Gebühr ;
- 1960 : Le Secret du chevalier d'Éon de Jacqueline Audry avec Henri Virlogeux ;
- 1972 :
  - Frédéric II d'Olivier Richard avec Maxence Mailfort (Frédéric II jeune), Jean-Louis Broust (Frédéric II prince héritier) et Michel Aumont (Frédéric II adulte) ;
  - Die gestohlene Schlacht d'Erwin Stranka avec Herwart Grosse (de) ;
- 1973 : Les Aventures extraordinaires du baron von Trenck de Leopold Ahlsen (de) et Fritz Umgelter avec Rolf Becker ;
- 1978 : Ce diable d'homme de Marcel Camus avec André Valardy ;
- 1980 : Kaiserin Maria Theresia de Kurt Junek avec Rudolf Bissegger ;
- 1981 : Casanova de Kurt Pscherer avec Erich Kleiber ;
- 1991 : Intrigues impériales de Michael Anderson avec Maximilian Schell ;
- 2003 : Mon nom est Bach de Dominique de Rivaz avec Jürgen Vogel ;
- 2007 :
  - Voltaire et l'Affaire Calas de Francis Reusser avec Philippe Vuilleumier ;
  - Avec plume et épée de Yevgeni Ivanov avec Viktor Terelva ;
- 2012 : Frédéric II, roi de Prusse de Jan Peter avec Anna Thalbach (Frédéric II, jeune) et Katharina Thalbach (Frédéric II adulte) ;
- 2014 : Ekaterina d'Aleksandr Baranov et Ramil Sabitov avec Stass Klassen.

### Documentaire
En 2013, un documentaire-fiction, intitulé Frédéric II : le roi de Prusse est un peu baroque lui est consacré dans le cadre de l'émission Secrets d'Histoire. Le documentaire revient notamment sur ses passions littéraires, la musique et la philosophie, et sur son amitié avec Voltaire.